# Wildpferd

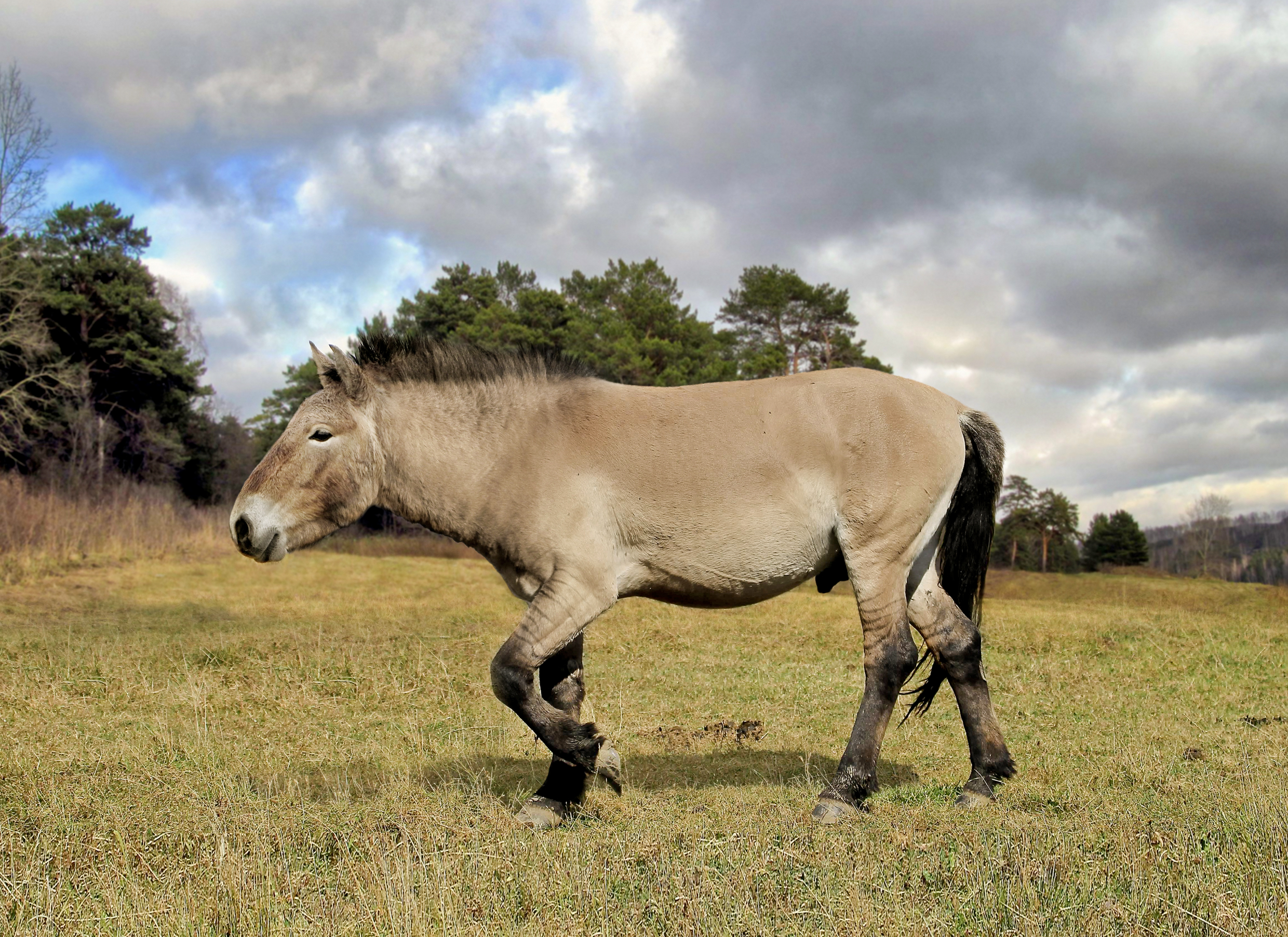
Rekonstruktion der spätpleistozänen Wildpferdeart Equus latipes (Paläokünstler Roman Uchytel)

Wildpferd ist eine unscharfe Sammelbezeichnung für verschiedene Vertreter der Gattung der Pferde aus der Familie der Equidae, die in zweierlei Bedeutungen verwendet wird:
1. Alle Arten der Pferde, einschließlich der ausgestorbenen, die in einem näheren Verwandtschaftsverhältnis zum Hauspferd (Equus caballus) stehen (die sogenannte caballine Gruppe), aber nicht vom Menschen domestiziert wurden. Dazu gehört auch der bisher nicht genau identifizierte wildlebende Vorläufer des Hauspferdes. Als rezente Vertreter gelten häufig der Tarpan (Equus ferus) und das Przewalski-Pferd (Equus przewalskii). Der Wildpferdestatus beider wird durch einige genetische Studien in Frage gestellt, was jedoch Gegenstand kontroverser Diskussionen ist. Im Ergebnis der genetischen Untersuchungen können aber weder der Tarpan noch das Przewalski-Pferd in die direkte Abstammungsfolge zum Hauspferd eingeordnet werden. Beide Formen wurden eine Zeitlang in eine gemeinsame Art gestellt, die im Deutschen die Bezeichnung „Wildpferd“ trug. Im weiteren Sinne schließt der Begriff Wildpferd auch alle pleistozänen caballinen Pferdearten ein. Nicht näher mit dem Hauspferd verwandte wildlebende Pferdeformen werden als Wildesel oder Zebras ausgewiesen.
2. Im allgemeinen Sprachgebrauch werden auch (mehr oder weniger) wildlebende Pferderassen als „Wildpferde“ bezeichnet. Dabei handelt es sich ausnahmslos um verwilderte Hauspferde (zum Beispiel der amerikanische Mustang beziehungsweise das australische Brumby) oder halbwild lebende Rassen (zum Beispiel das Dülmener Pferd in Deutschland beziehungsweise das Camargue-Pferd in Frankreich). Sie werden auch als halbwilde Pferde bezeichnet.

## „Echte“ Wildpferde

### Rezente Formen

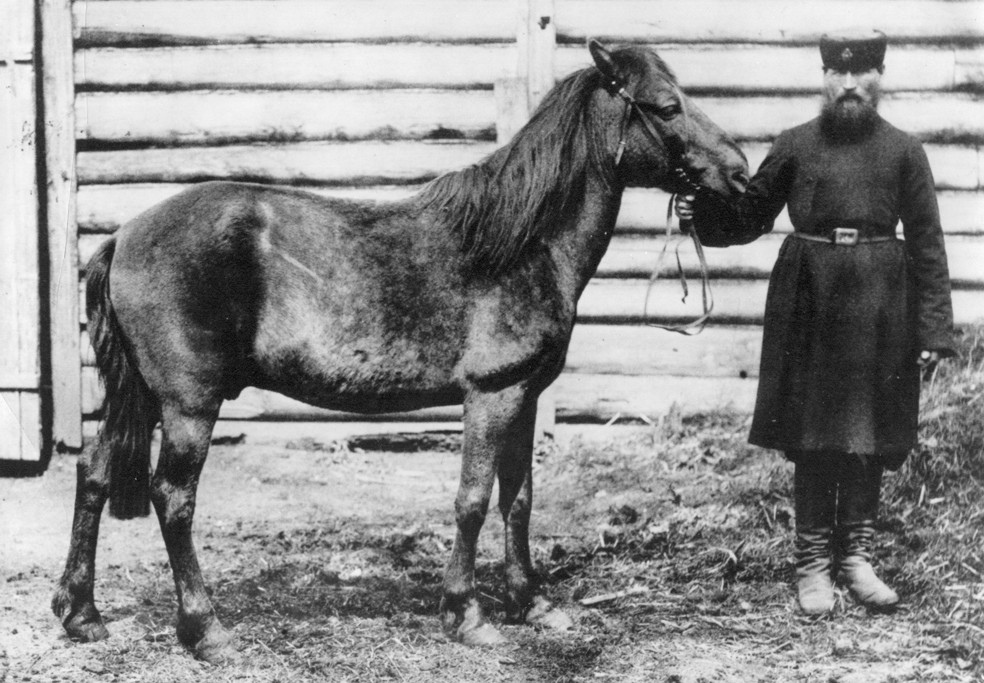
Tarpan, die einzige bekannte Fotografie der Art

Während des Holozäns wurden hauptsächlich zwei Vertreter in Eurasien als Wildpferde angesehen. Der Tarpan (Equus ferus) besiedelte den westlichen Teil, wurde aber im 18. und 19. Jahrhundert ausgerottet. Sein Auftreten ist für die westrussischen und ukrainischen offenen Steppenlandschaften verbürgt. Weiter westlich, in Polen und im Baltikum kam er auch in geschlossenen Waldgebieten vor. Höchstwahrscheinlich trat der Tarpan auch in Mittel- und Westeuropa auf, doch ist er hier schon wesentlich früher verschwunden. Das Aussehen der Tiere ist weitgehend nur über historische Überlieferungen rekonstruierbar, lediglich von einem Individuum, dessen Reinerbigkeit aber nicht eindeutig ist, liegt eine Fotografie vor. Nach sich wiederholenden Aussagen zeitgenössischer Quellen war der Tarpan ein eher kleines Pferd, dessen Schulterhöhe wohl um die 140 cm maß, mit großem Kopf und spitzen Ohren. Das Fell wies offensichtlich eine mehr oder weniger graue Färbung auf, wobei die Bauchseite wahrscheinlich eine hellere und die Gliedmaßen eine dunklere Tönung besaßen. Häufig wird eine dunkle, struppige Mähne und ein dunkler Schwanz angegeben, ebenso kam ein Aalstrich vor. Bezüglich der Mähne ist unklar, ob diese stehend oder hängend ausgebildet war. Aus genetischer Sicht stellt der Tarpan eine Mischung aus westeurasischen Wildpferden und Hauspferden dar.

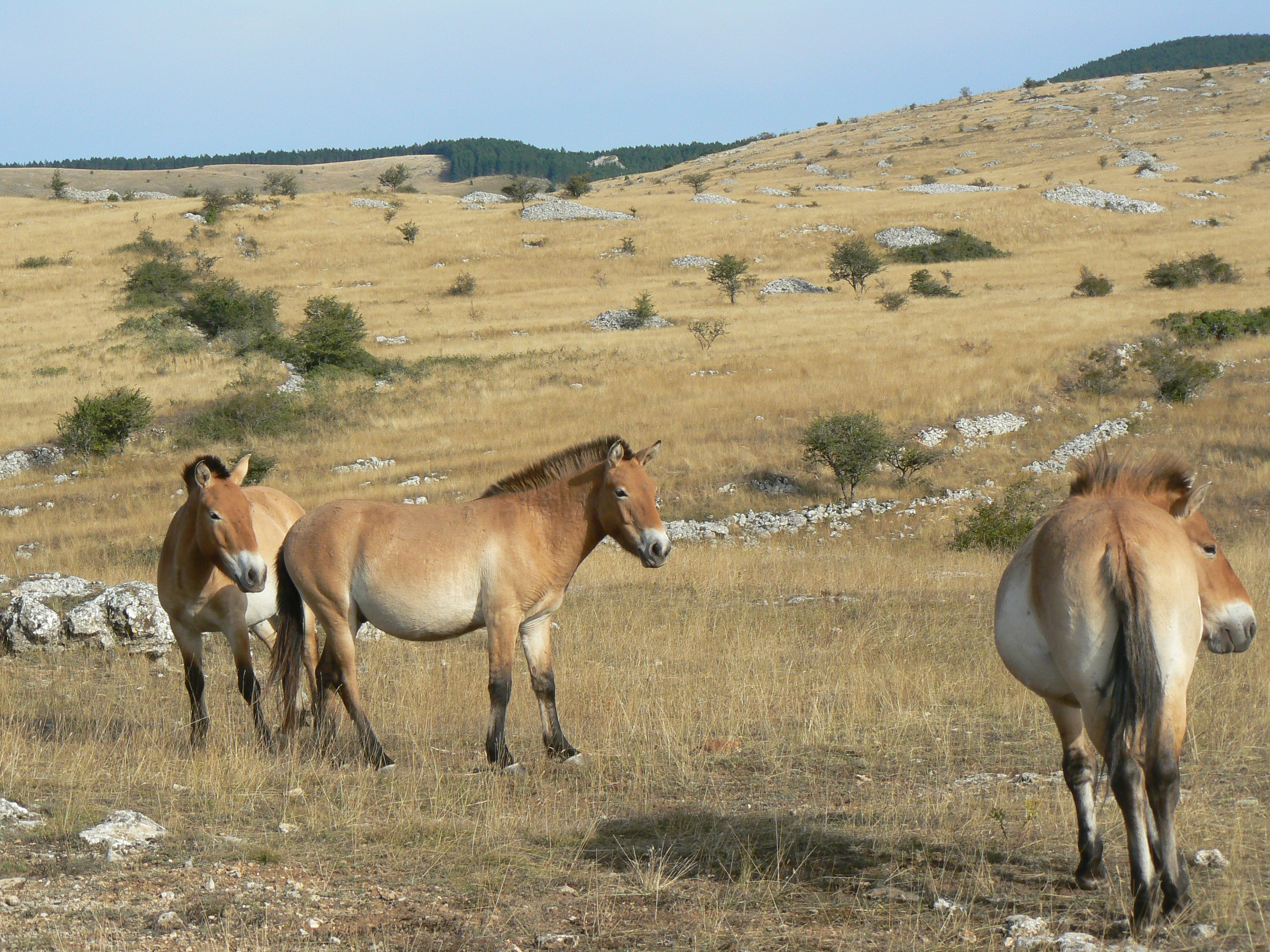
Przewalski-Pferd

Das Przewalski-Pferd (Equus przewalskii) wurde als östlicher Strang der eurasischen Wildpferde eingestuft. Die Art galt seit den 1960er Jahren als in freier Wildbahn ausgestorben. Ihre letzten Vertreter fanden sich in der Gobi im nördlichen Ostasien. Ob dies jedoch tatsächlich das angestammte Verbreitungsgebiet war oder ein Rückzugsgebiet repräsentierte, ist nicht eindeutig geklärt. Durch engagierte Zuchtprogramme seitens verschiedener zoologischer Institutionen konnte das Przewalski-Pferd seit den 1990er Jahren wieder in drei Schutzgebieten in der Mongolei ausgewildert werden. In der Regel wird das Przewalski-Pferd an der Schulter 134 bis 146 cm hoch, das Gewicht variiert zwischen 200 und 300 kg. Typische Kennzeichen der Art finden sich in der gedrungenen Körpergestalt, dem großen Kopf, dem rötlich- bis gelblich braunen Körperfell und der hellen Unterseite. Als charakteristisch kann hier eine M-förmige oder sattelartige Markierung an den Seiten angesehen werden, die den Übergang von der dunkleren Rücken- zur helleren Bauchfärbung hervorhebt. Der Kopf ist dunkel gefärbt, die Mähne kurz und stehend und der Schwanz buschig mit langen Haaren nur im unteren Abschnitt. Als besondere Abzeichen können der Aalstrich und die mitunter auftretenden Beinfesseln angesehen werden. Die Einstufung des Przewalski-Pferdes als letzte verbliebene Form der Wildpferde wurde jedoch von einer genetischen Studie aus dem Jahr 2018 in Frage gestellt, Dieser zufolge handelt es sich hier um die Nachkommen eines ehemals domestizierten Pferdes der Botai-Kultur, das möglicherweise bereits vor rund 5000 Jahren wieder verwilderte. Darüber hinaus ist das Przewalski-Pferd kein direkter Vorfahr des heutigen Hauspferdes (Equus caballus). Teilweise wird die Ansicht, dass die Botai-Pferde bereits domestiziert waren, abgelehnt, so etwa durch eine Studie aus dem Jahr 2021. Dass das Przewalski-Pferd nicht der direkte Vorläufer des heutigen Hauspferdes ist, unterstützen allerdings weitere genetische Analysen. Diese veranschlagen die Trennung der Linien, die einerseits zum Przewalski-Pferd, andererseits zum Hauspferd führten, auf einen Zeitraum vor rund 117.000 Jahren, mit einer Spannweite je nach Datengewichtung zwischen 45.000 und 364.000 Jahren.

### Entwicklung der caballinen Pferde im Pliozän und Pleistozän sowie im Frühholozän

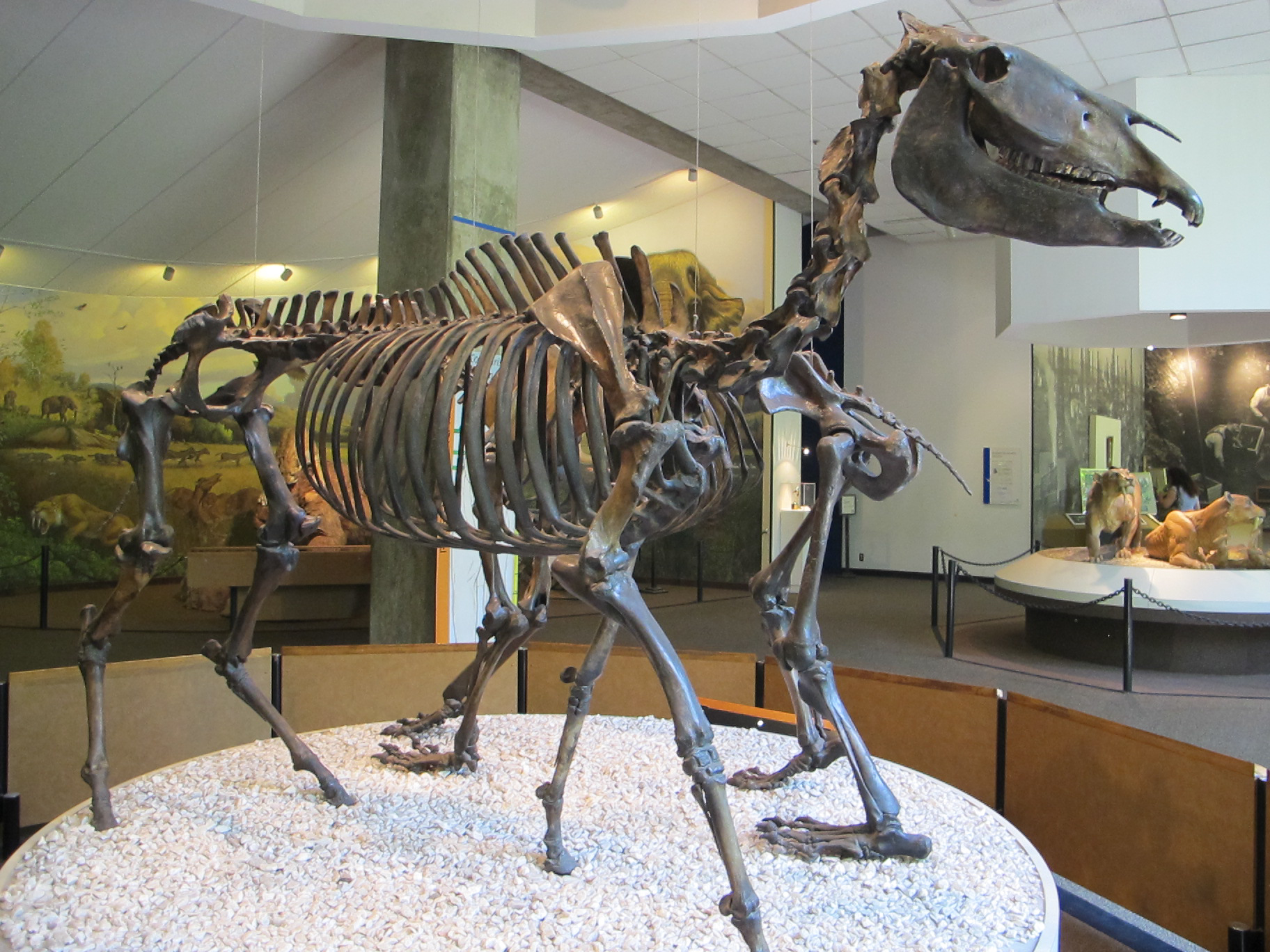
Skelettrekonstruktion von Equus occidentalis aus dem Spätpleistozän Nordamerikas

Die Gattung Equus entstand genetischen Untersuchungen zufolge vor rund 4,5 bis 4 Millionen Jahren, also noch im Pliozän, in Nordamerika. Wenig später spaltete sie sich in die caballinen (die Linie des heutigen Hauspferdes, Tarpans und des Przewalski-Pferdes) und nicht-caballinen Pferde (die Linie der heutigen Zebras und Esel) auf. Die frühesten Fossilfunde liegen mit etwa 3,5 Millionen Jahren vor heute, stammen aber bisher nur von Vertretern der nicht-caballinen Verwandtschaftsgruppe. Von der caballinen Gruppe dagegen liegen Funde erst im Unterpleistozän mit Equus scotti aus den US-Bundesstaaten Texas und Nebraska vor. Hierbei handelt es sich um eine sehr große Form mit einem Körpergewicht um 550 kg. Die caballinen wie auch die non-caballinen Pferde gelangten zu noch nicht endgültig geklärter Zeit über die Bering-Landbrücke nach Eurasien. Erste Datierungen sind aus dem Villafranchium bekannt. Im Folgenden entwickelten sich die caballinen Pferde Nordamerikas und Eurasiens genetisch weit auseinander. Aus dem Mittelpleistozän bildet Equus mosbachensis die in Europa bedeutendste und recht zahlreich belegte Form. Hierbei handelt es sich um ein massives Tier mit rund 165 cm Schulterhöhe und etwa 600 kg Körpergewicht. In der Folgezeit kam es zu einer starken Auffächerung der caballinen Pferde, teilweise verbunden mit einer deutlichen Größenreduktion. Typische Formen werden durch Equus steinheimensis oder Equus taubachensis angezeigt.
Für das Jungpleistozän wurden zahlreiche weitere Formen beschrieben, hierzu zählen etwa Equus gallicus im westlichen, Equus germanicus im westlichen und zentralen und Equus latipes im östlichen Europa sowie Equus lenensis im nördlichen oder Equus dalianensis im östlichen Asien. Die Schulterhöhen verringern sich in dieser Zeitperiode auf etwa 137 bis 145 cm. Auch in Nordamerika treten im Jungpleistozän verschiedene caballine Pferde auf. Dabei kann man im zentralen und südlichen Teil des Kontinentes einzelne große Formen wie Equus occidentalis und kleinere wie Equus mexicanus und Equus cedralensis unterscheiden. Im Norden hingegen trat mit Equus lambei eine sehr kleine Form mit einer Schulterhöhe von nur rund 122 cm auf. Für Südamerika ist mit Equus neogeus nur eine valide caballine Form verzeichnet, aber mit beträchtlichen Größenvariationen. Als bisher einzige afrikanische Form der Wildpferde erreichte Equus algericus den Norden des Kontinentes. Ihre Funde gehören dem Jungpleistozän an und verweisen auf ein Tier mit rund 144 cm Schulterhöhe. Ansonsten ist Afrika ausschließlich von Eseln und Zebras bewohnt. Die Vielfalt der jungpleistozänen caballinen Pferde wirft die Frage auf, ob es sich dabei tatsächlich jeweils um eigenständige Arten handelt. Neben den variierenden Ausmaßen lassen sich auch Abweichungen in den Skelettproportionen erkennen, was sich unter anderem in kräftigeren oder schlankeren Beinen beziehungsweise in schmaleren oder breiteren Schnauzen ausdrückt. Verbunden mit einer stärkeren Fragmentierung der Landschaften im Ausklang der letzten Kaltzeit vermuten einige Wissenschaftler hierbei eher „Ökomorphotypen“ mit Anpassungen an offenere oder geschlossenere Lebensräume.
Zum Ende des Pleistozäns starben alle nord- und südamerikanischen Wildpferde einschließlich ihrer näheren Verwandten (Haringtonhippus und Hippidion) im Zuge der quartären Aussterbewelle aus. In Eurasien bestanden einzelne Wildpferdformen weiter, verschwanden aber weitgehend in der ersten Hälfte des Holozäns. Einer der wichtigsten Vertreter ist Equus lenensis, welches den hohen Norden Asiens oberhalb des 70. Breitengrades besiedelte. Wichtige Funde sind aus Jakutien bekannt. Ein Teil davon gehört noch dem Jungpleistozän an, der jüngste bekannte Fund datiert auf rund 2200 Jahre vor heute. Die insgesamt geringe Anzahl von Funden lässt aber vermuten, dass die Art zu dieser Zeit wohl nur aus kleinen Populationen bestand. Das „Lena-Pferd“ war relativ klein mit kurzen Ohren und kurzem Schwanz. Die Größe der Tiere betrug vermutlich zwischen 125 und 140 cm an der Schulter. Im äußeren Erscheinungsbild glich es wahrscheinlich dem Przewalski-Pferd, was durch einige mumifizierte Kadaverfunde aus dem Permafrostgebiet belegt werden kann. Genetischen Daten zufolge ist Equus lenensis nahe mit dem Hauspferd verwandt. Beide Linien spalteten sich zu Beginn des Jungpleistozäns voneinander ab (ausgehend von einer Trennung des Przewalski-Pferdes vor rund 45.000 Jahren).

### Belege des Aussehens der Wildpferde

#### Mumifizierte Wildpferdkadaver
Eine Möglichkeit, das Aussehen der Wildpferde zu rekonstruieren, geben mumifizierte Kadaver von Pferden. Von diesen sind mehrere aus dem Permafrostgebiet Sibiriens erhalten. Sie werden weitgehend der Art Equus lenensis zugeschrieben und weisen ein Alter auf, das das späte Jungpleistozän und die erste Hälfte des Holozäns umspannt. Neben vereinzelten älteren und wenig gut erhaltenen Resten aus der ersten Hälfte des 20. Jahrhunderts kamen einige bedeutende Funde ab den späten 1960er Jahren in Jakutien zum Vorschein. Dazu gehört das „Selerikan-Pferd“, ein ausgewachsener Hengst, der im Jahr 1968 am Selerikan, einem Fluss aus dem Einzugsgebiet der Indigirka in 8 bis 9 m Tiefe entdeckt wurde. Sein Alter beträgt rund 38.600 bis 35.000 Jahre. Ein weiterer Mumienfund stammt mit dem „Moichoon-Pferd“, eine Stute, aus der Region des Chromabusen. Benannt ist er nach dem gleichnamigen See Moichoon, an dessen Ufern das Pferd im Jahr 1977 in nur rund 1,1 m Tiefe aufgefunden wurde. Mit einem Alter von nur 2340 Jahren gehört es zu den jüngsten Nachweise von Equus lenensis. Nur vier Jahre später wurde das „Dyukar-Pferd“ vom Unterlauf der Indigirka bei Tschokurdach berichtet, das einem nicht ausgewachsenen Individuum unbestimmten Geschlechts entspricht und dessen geologisches Alter etwa bei 29.000 Jahren liegt. Im gleichen Zeitraum kam das „Maksunuoch-Pferd“ im Bulunski ulus zu Tage, ein etwa 16-jähriger Hengst. Der Fund ist undatiert. Ein allgemein spätpleistozänes Alter weist ein Beinrest eines Fohlens vom Omoloi auf. Der überwiegende Teil der Pferdereste ist fragmentarisch erhalten. Eine herausragende Stellung nimmt das „Selerikan-Pferd“ ein. Dieses besteht aus einem nahezu vollständigen Kadaver, der noch Hautreste an den Beinen, am Schwanz, am Rumpf, Brust und Nacken aufweist und die teilweise noch mit Fell bedeckt sind. Die Hufe haben eine breite Gestalt und sind teils stark abgelaufen. Das Individuum besitzt einen rund 140 bis 142 cm langen Rumpf und misst an der Schulter 134 bis 136 cm.
Weitere Funde erbrachte das beginnende 21. Jahrhundert. Für das Jahr 2005 ist das „Bilibino-Pferd“ zu verzeichnen, eine partiell erhaltene Karkasse einer nur rund eineinhalbjährigen Stute. Gefunden wurde es in einer Goldmine an der Angarka bei Bilibino in Tschukotka. Bisher liegt keine genaue Artbestimmung vor, mit einem geologischen Alter von etwa 58.500 Jahren vor heute ist es der älteste Mumienfund. Wiederum aus Jakutien, bei Werchojansk, wurde im Jahr 2011 die Entdeckung eines Fohlen von Equus lenensis verzeichnet, das rund 5000 Jahre alt ist und als „Batagai-Pferd“ bekannt wurde. Einen der am besten überlieferten Kadaver jedoch repräsentiert das „Jukagir-Pferd“. Er wurde im Jahr 2010 am Nordhang des Oyagossky Yar an der Küste der Laptew-Straße in Jakutien freigelegt. Der Fund, der eine Stute mit einem Individualalter von etwa fünf Jahren darstellt, ist in zwei Teilen erhalten. Diese umfassen den Kopf mit den Ohren, dem Hals und Teilen des Vorderkörpers sowie die Hinterbeine und den Schwanz. Für das Tier wird eine Schulterhöhe von 132 cm rekonstruiert. Die Einbettung in den Dauerfrost fand vor etwa 5450 bis 5310 Jahren statt.
Abseits der nordasiatischen Pferdekadaver sind mumifizierte Reste auch aus dem Hohen Norden Nordamerikas beschrieben worden. Hierzu zählen einzelne Beinreste von den Eastern und Goldstream Creeks in US-Bundesstaat Alaska, die bereits in den 1930er Jahren zu Tage traten, und ein teilweise erhaltener Pferdekörper vom Last Chance Creek bei Dawson City im kanadischen Territorium Yukon. Letzterer wurde im Jahr 1993 aufgefunden. Erhalten geblieben sind die Vorder- und Hinterbeine sowie Teile des Rumpfes mit Schwanz. Alle Funde sind jungpleistozänen Alters, wobei für die Funde vom „Yukon-Pferd“ eine Altersdatierung von 26.280 Jahren vor heute vorliegt, und werden der nordamerikanischen Art Equus lambei zugewiesen.
Von einigen der mumifizierten Pferdereste konnten das Fell, die Einzelhaare und andere Weichteile wie die Hufe und Ohren genauer untersucht werden. Bei dem überwiegenden Teil der Kadaver ist das Fell weitgehend nur noch an den unteren Beinpartien erhalten, was auch für viele Mumien anderer Tierarten aus dem Dauerfrostboden zutrifft. Zumeist wird die Farbe als ein dunkles Braun oder ein Schwarz beschrieben, so etwa beim „Selerikan-Pferd“, beim „Dyukar-Pferd“ und beim „Jukagir-Pferd“. Bei letzterem sind die Haare an den Beinen kurz, bis zu 7 cm lang. Ersteres besitzt Fellreste zusätzlich am Rumpf und am Nacken. Die Einzelhaare des Rumpfes erreichen hier 8 bis 9 cm, an den Beinen 5 bis 6 cm Länge. Teilweise treten aber auch steife Langhaare auf, die bis zu 12 cm lang sind. Die Mähne setzte sich aus möglicherweise bis zu 15 cm langen Haaren zusammen, doch sind hier die Beschädigungen zu groß. Die Haare am Nacken beim „Dyukar-Pferd“ werden mit 8 cm Länge angegeben. Die Ohren sind bei Equus lenensis mit einer Länge von 14 cm kürzer als vergleichsweise beim ähnlich großen Przewalski-Pferd, ebenso der Schwanz mit gut 36 cm Länge (ohne Haarbedeckung), während die Hufe deutlich breiter erscheinen.

#### Genetisch erschlossene Fellfarben der Wildpferde

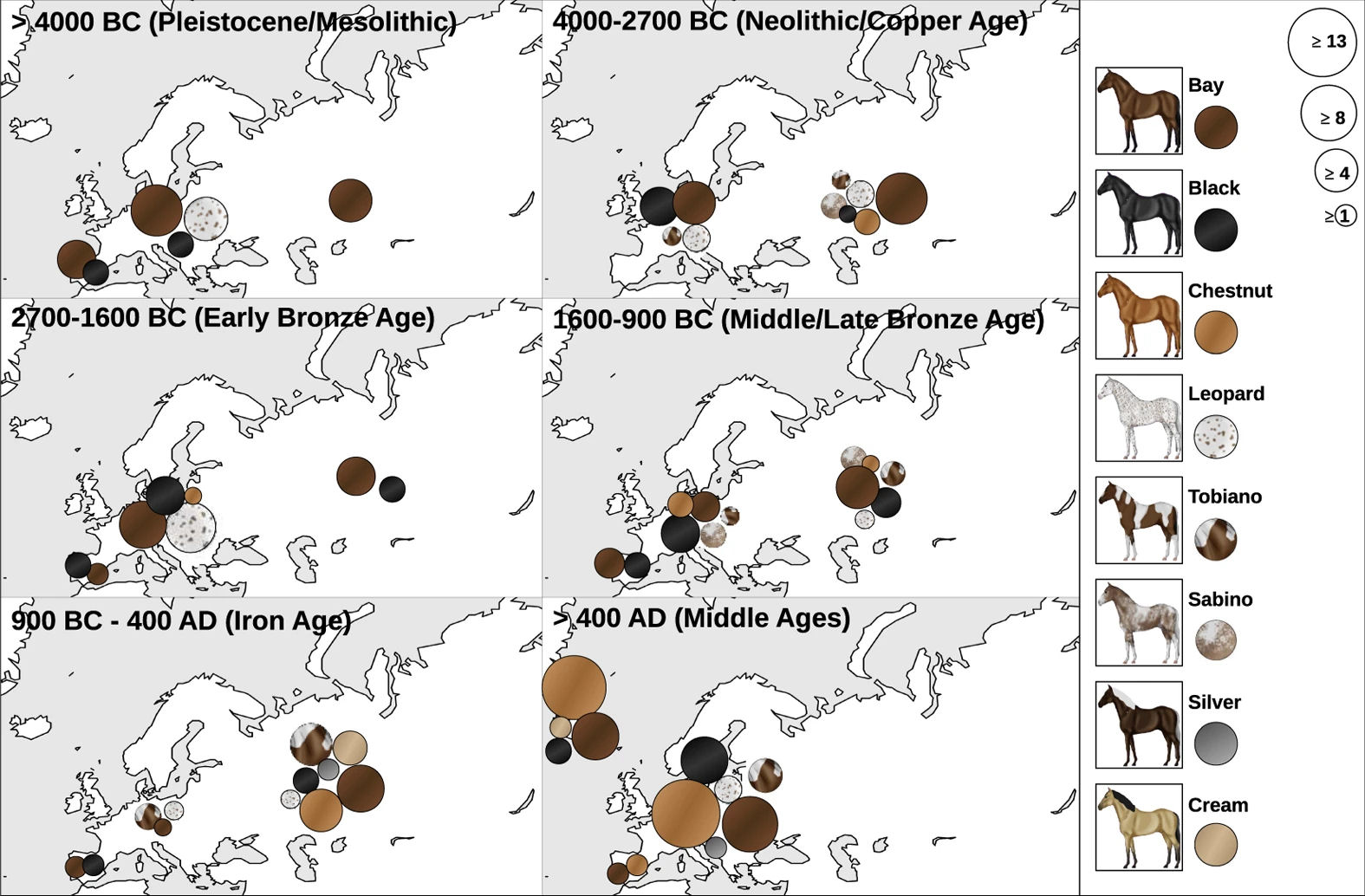
Fellfarben von Wild- und Hauspferden nach genetischen Untersuchungen

Von verschiedenen pleistozän und frühholozänen Wildpferden liegen genetische Untersuchungen vor, die die Rekonstruktion der ursprünglichen Farbgebung des Fells ermöglichen. Die meisten analysierten Fossilfunde sind iberischen oder sibirischen Ursprungs. Es traten verschiedene Farbtypen auf, jedoch überwog die Grundfarbe Braun. Weitaus seltener ließ sich ein Gen für eine schwarze Fellfarbe feststellen. Es gab jedoch wahrscheinlich mit der zunehmenden Bewaldung nach dem Ende der letzten Eiszeit eine positive Selektion in Richtung dunkler gefärbter Tiere. Des Weiteren wurde bei den fossilen Wildpferden der Tigerschecken-Komplex nachgewiesen, der für eine schwarz gescheckte weiße Grundfarbe verantwortlich ist, wie man sie heute unter anderem bei Knabstruppern und einigen Norikern finden kann. Das Vorkommen des Dilute-Gens, das bei falben Pferden eine Aufhellung der Grundfarbe bewirkt, wurde bislang bei Wildpferden noch nicht getestet. Es wird jedoch für wahrscheinlich gehalten, dass Wildpferde zumindest in offeneren Lebensräumen falben waren, da sowohl das Przewalski-Pferd als auch die Wildesel allesamt braunfalben gefärbt sind und die helle Grundfarbe für steppenartige Habitate vorteilhaft ist. Alle genetisch bestimmten Fellfarben sind auch über Höhlenmalereien, die Wildpferde des Pleistozäns in Europa darstellen, visuell überliefert.
Die Grundfarben Braun und Schwarz ergeben mit Falbe Braunfalbe beziehungsweise Schwarzfalbe. Darüber hinaus wird vermutet, dass ein eventueller Verlust des Falbgens wiederum im mittleren und westlichen Teil Europas von Vorteil gewesen wäre, da dunkler gefärbte Pferde (in diesem Fall phänotypisch braun und schwarz) in bewaldeten Gebieten besser getarnt gewesen sein könnten. Eine helle Körperunterseite (Pangare) könnte als Charakteristikum ebenfalls bei den Wildpferden ausgebildet gewesen sein, da sie bei allen anderen wilden Pferden (mit Ausnahme der Zebras) ein fester Bestandteil der Fellfarbe sind. Sie ist außerdem beim Przewalski-Pferd belegt und beim Tarpan über historische Berichte erwähnt. Anders verhält es sich mit dem Mehlmaul, das zwar bei einigen Wildeseln auftritt, beim Przewalski-Pferd aber möglicherweise eine Erscheinung der Zucht ist, da ursprüngliche Tiere eher eine dunkle Schnauze besaßen. Sehr wahrscheinlich wiesen falbe Wildpferde auch die so genannten „primitiven Markierungen“ auf, wozu neben Aalstrich auch Fesselstreifen und Schulterkreuz gehören. Sie lassen sich teilweise beim Przewalski-Pferd und beim Tarpan finden.

### Wildpferde in der Kunst der Jäger-Sammler-Völker

#### In Eurasien

##### Jungpaläolithische Kunst

###### Höhlenmalerei
Wildpferde bilden ein häufiges Motiv in der Höhlenmalerei, wodurch sich eine weitere Möglichkeit der Rekonstruktion des äußeren Erscheinungsbildes ergibt. Vor allem die frankokantabrische Höhlenkunst ist hier hervorzuheben. Sie umspannt den Zeitraum von vor 35.000 bis 10.000 Jahren vor heute, also dem Großteil des Jungpaläolithikums in der menschlichen Kulturentwicklung, und ist im westlichen und teils auch im südlichen Europa verbreitet. Mehrere hundert Abbildungen von Pferden sind belegt, je nach Erhebung machen sie zwischen 27 und 30 % aller dargestellten Tiere aus, womit sie noch vor den Wildrindern, den Steinböcke, den Hirschen und den Mammuten die am häufigsten wiedergegebene Tiergruppe bilden. In der Regel handelt es sich um Porträts in Seitenansicht, die durch ihre naturalistische Präsenz bestechen. Es kommen aber nicht nur Malereien vor, auch Gravuren, Ritzungen und unter Umständen plastische Modellierungen sind vertreten. Anzumerken ist hierbei, dass sich nicht alle Pferdedarstellungen auf Wildpferde beziehen. Proportionsvergleiche lassen annehmen, dass teilweise auch verschiedene Wildesel porträtiert wurden, die aber im Vergleich zu den Wildpferden stark zurücktreten.

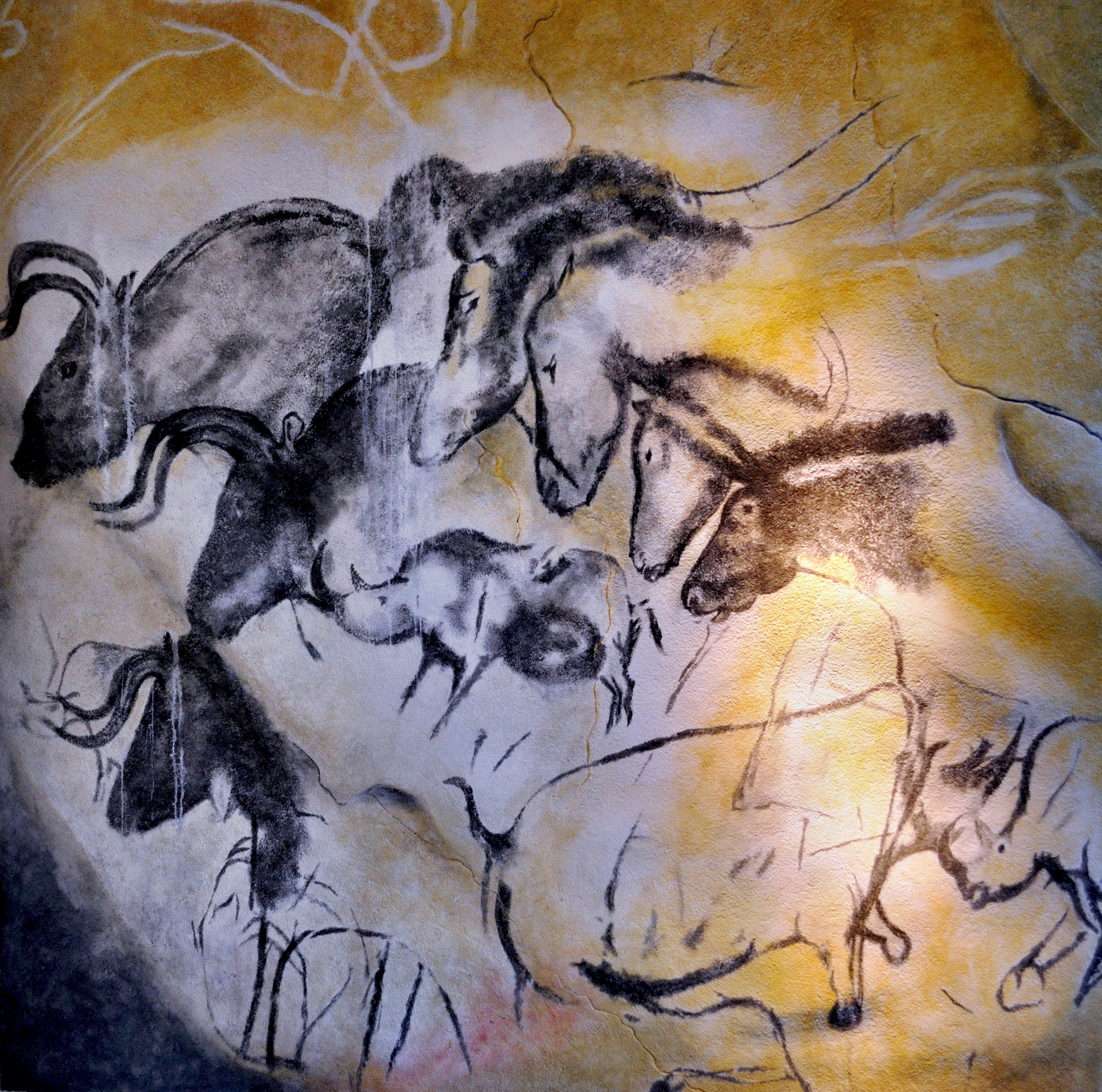
Das „Panneau der Pferde“ in der Grotte Chauvet mit zusätzlichen Darstellungen von Wildrindern und Nashörnern

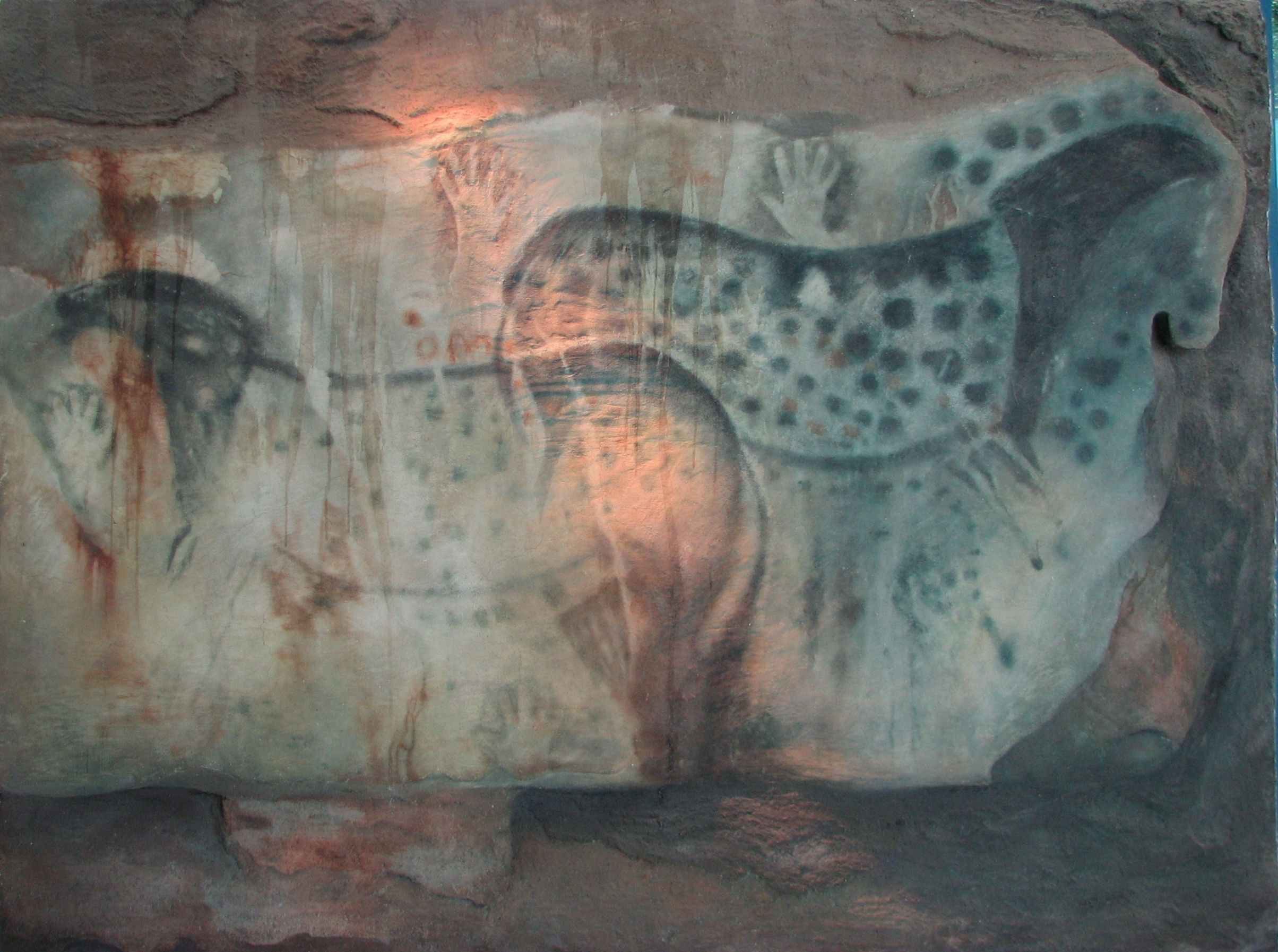
Die „gepunkteten“ Pferde von Pech Merle

Die ältesten Zeugnisse der frankokantabrischen Höhlenkunst datieren in das Aurignacien, das vor 40.000 bis 31.000 Jahren bestand. Als frühes herausragendes Beispiel kann die Grotte Chauvet im südlichen Frankreich genannt werden. Die erst 1994 entdeckte Höhle im Tal der Ardèche wartet mit zahlreichen Malereien auf, die rund 32.000 Jahre alt sind. Hervorzuheben ist das „Panneau der Pferde“ im hinteren Teil der Höhle. Neben einigen vollständigen Pferden finden sich hier vier perspektivische Pferdeköpfe und drei Pferdeköpfe, die eine Großkatze überdecken. Zusätzlich bereichern Wisente und zwei sich gegenüberstehende Nashörner das Ensemble. Es existieren aber auch weitere Porträts von Wildpferden in der Höhle, von denen einige als Gravuren gefertigt wurden wie etwa am „Panneau der großen Gravierungen“. Einige Farbmuster und Linienführungen führen zu der Vermutung, dass eine unterschiedliche Rücken- und Bauchfärbung der Tiere wiedergegeben wurde. Eventuell ebenfalls in das Aurignacien gehört die Höhle von Altxerri im Baskenland. Das Wildpferd ist hier aber nur mit vier Darstellungen präsent. In das nachfolgende Gravettien (vor 30.500 bis 22.000 Jahre vor heute), das hauptsächlich durch seinen Venusstatuettenhorizont bekannt ist, gehört die Höhle von Pair-non-Pair an der Girondo. Sie sticht mit ihren tief eingravierten Pferdebildnissen hervor. Regional grenzt sich in Westeuropa das Solutréen ab, das den Zeitraum von vor 22.000 bis 16.000 Jahren vor heute abdeckt. Hier muss Pech Merle bei Cahors genannt werden. Bedeutend für die zahlreichen Handnegative, sind in der Höhle aber auch Pferde dokumentiert, die sich durch eine typische Punktmusterung auszeichnen, was als Hinweis auf Tigerschecken gewertet wird. Herausragend sind zudem die Halbreliefs von Roc de Sers in der Charente, in denen das Wildpferd neben Wildrindern, Steinböcken und einem Menschen plastisch herausgearbeitet wurde. Markant ist vor allem der kleine Kopf. Auch ein Teil der Abbildungen der Grotte Cosquer südöstlich von Marseille gehört dem Solutréen an, andere sind wohl gravettienzeitlich. Die Höhle wurde 1985 entdeckt, ist aber nur unter Wasser zugänglich. Insgesamt drei Dutzend Pferdedarstellungen sind hier registriert, davon zwei Drittel graviert und ein Drittel gemalt. Das Wildpferd ist damit das bevorzugte Tier der Höhle. Es kommen aber selten vollständige Tiere vor, es überwiegen Kopf und Hals. An den vollständigen Individuen fehlen überwiegend die Hufe. Auch andere Details wie Augen, Ohren oder Bart kommen selten vor, der Schwanz bildet mit einzelnen Ausnahmen zumeist eine einfache Linie.

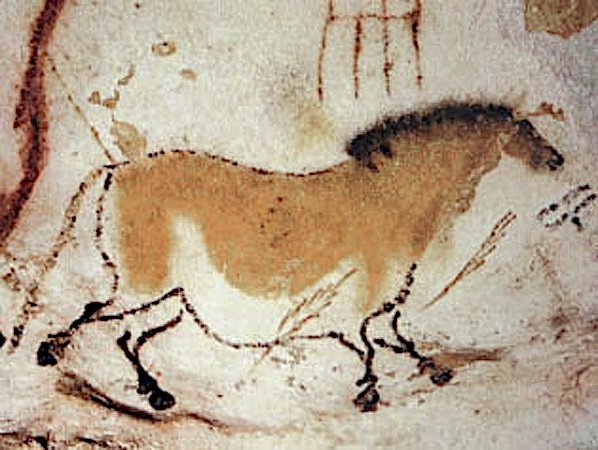
Das „zweite chinesische Pferd“ in der Höhle von Lascaux

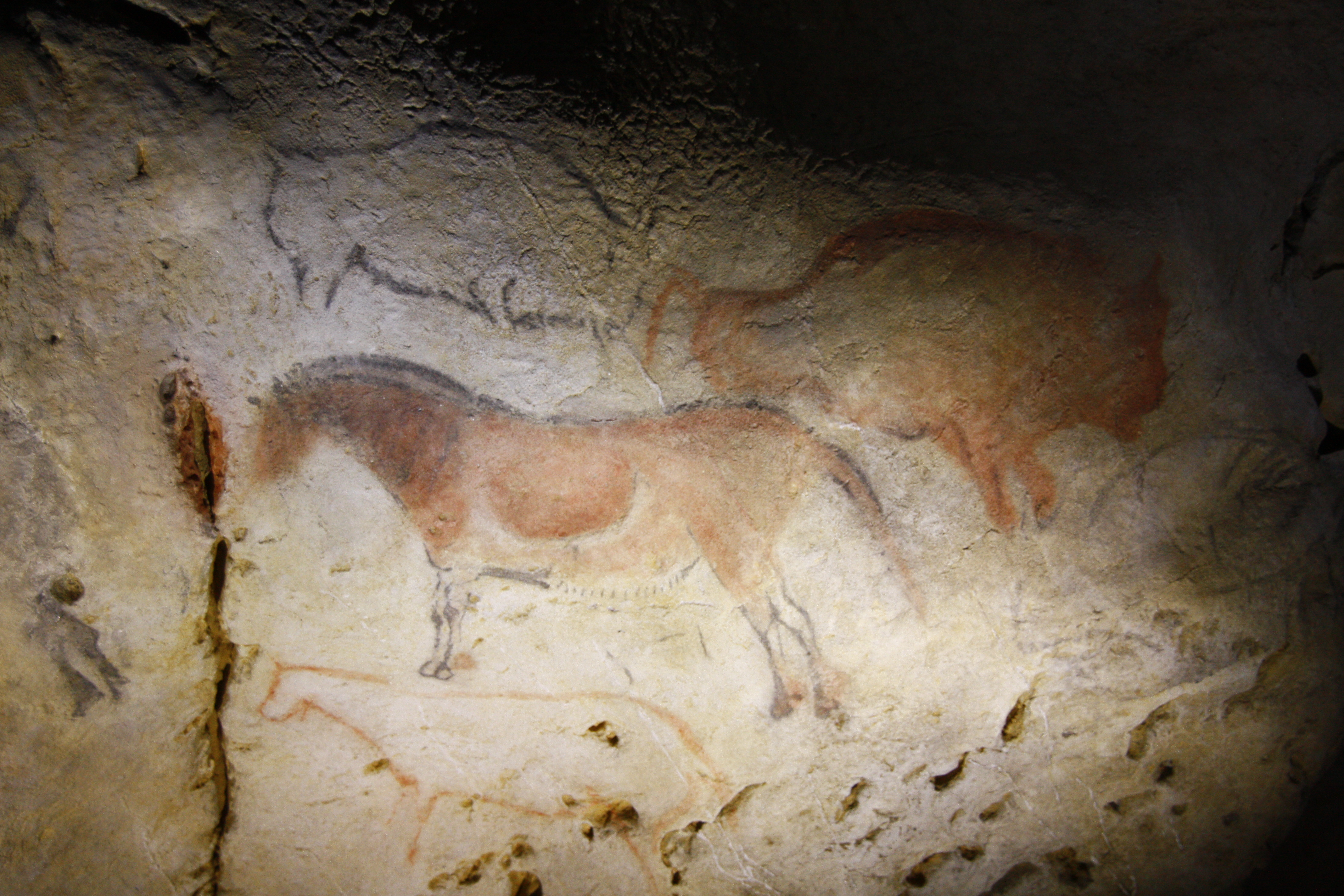
Ein Pferd aus der Höhle von Ekain

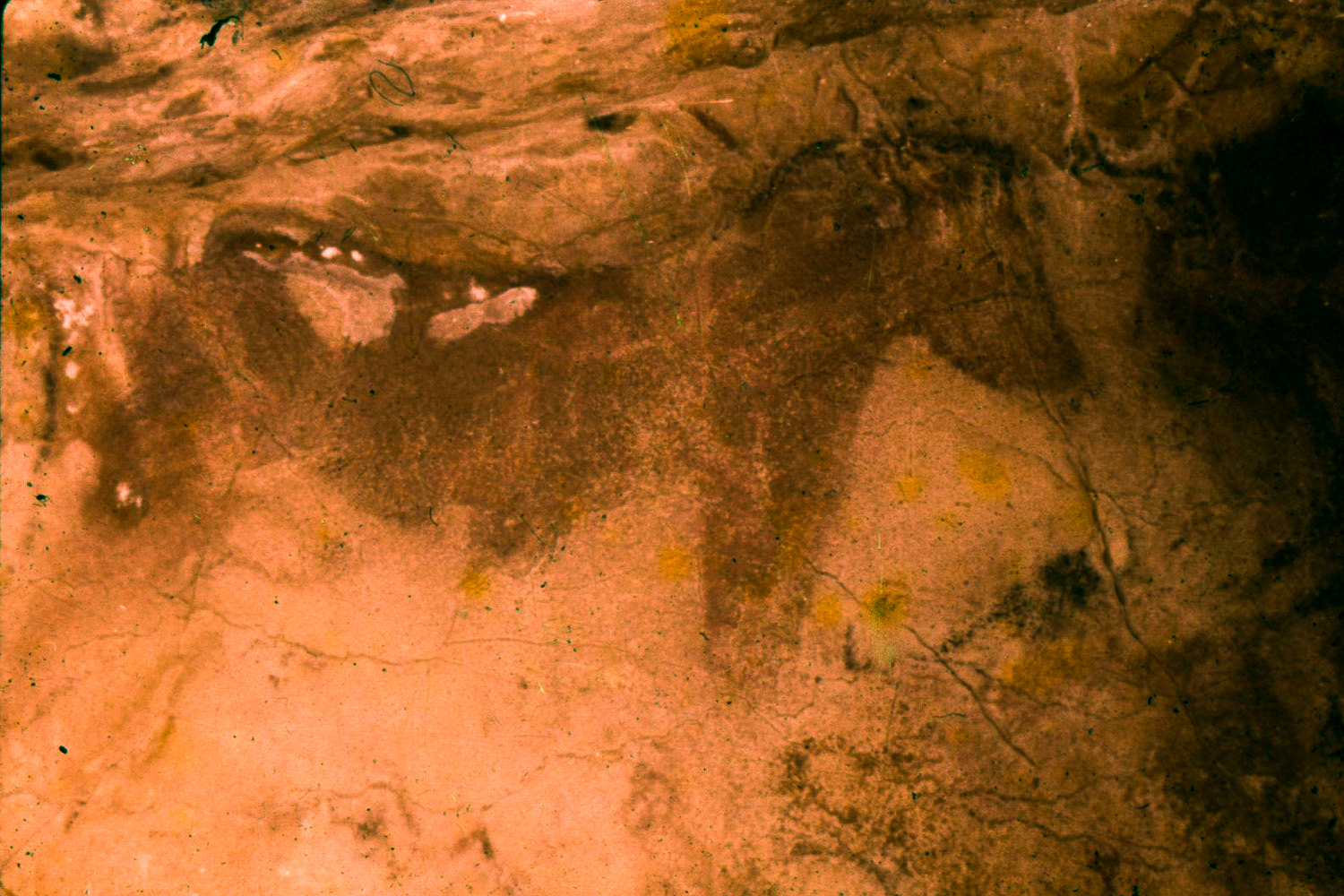
Pferdedarstellung in Altamira

Aus dem Magdalénien, das zwischen 18.000 und 14.000 Jahren vor heute datiert, ist eine Vielzahl von Höhlen mit Tierporträts bekannt. Aufschlussreiche Darstellungen von Wildpferden finden sich unter anderem in den Höhlen von Lascaux, Labastide, Le Portel, Les Combarelles, Les Trois Frères, Altamira und Niaux. Die bekannteste dürfte Lascaux sein. Die Höhle wurde im Jahr 1940 entdeckt und gehört dem älteren Magdalénien an. Allein 364 Pferdebilder sind von hier bekannt, was 60 % aller dargestellten Tiere entspricht. Zu den eindrucksvollsten zählen die sogenannten „chinesischen Pferde“. Von diesen kommen drei vor, sie kennzeichnen sich durch ihre kleinen Köpfe, was ein wenig an die Halbreliefs von Roc de Sers erinnert. Gehalten sind die Pferde in einer Mehrfarbtechnik, die eine dunkle Außenlinie und eine flächige gelbbraune bis dunkelgelbe Innenbemalung einschließt. Eine M-förmige geschwungene Kontur trennt die dunklere Rücken- von der helleren Bauchseite ab. Diese Markierung ist auch vom heutigen Przewalski-Pferd bekannt. Die Länge der Zeichnungen reicht von 130 bis 140 cm, die Tiere sind im Galopp wiedergegeben. Neben den „chinesischen Pferden“ bildet der „Fries der kleinen Pferde“ mit fünf kleinen, in roten, schwarzen und dunkelbraunen Farbtönen wiedergegebenen Pferden hinter einem großen Wildrind ein eindrucksvolles Ensemble. Eine ähnlich gehaltene Komposition findet sich in der „Galerie der Ritzzeichnungen“. In der mittleren Phase des Magdaléniens entstanden die Kunstwerke von Les Trois Frères bei Saint-Girons. Die Höhle bildet zusammen mit Enlène und Tuc d’Audoubert eine Einheit, alle drei Höhlen werden teils als „Heiligtum“ angesehen. Das Besondere an Les Trois Frères sind die Tier-Mensch-Zwitterwesen. Als zentrale Figur fungiert der „gehörnte Gott“, dessen Aufgang zahlreiche Rinder- und Pferdebildnisse flankieren. Das Phantasiewesen selbst besitzt einen menschlichen Körper, die Pranken eines Raubtiers, einen Vogelschnabel, ein Hirschgeweih und einen Pferdeschwanz. An anderer Stelle sind zwischen den Pferde- und Rinderzeichnungen fratzenartige Gestalten und Gesichter angebracht. Stellvertretend für den Ausklang des Magdalèniens kann die Höhle von Ekain im Baskenland genannt werden. In Ekain bilden Pferde fast 58 % der Tierfiguren. Eine besondere Eigenschaft findet sich in den häufig dunkel gehaltenen Kopf und Nacken sowie unteren Gliedmaßen, während der restliche Körper heller bleibt. Ein weiteres Pferd ist rötlich braun markiert und zeigt ähnlich den „chinesischen Pferden“ von Lascaux eine M-förmig geschwungene Trennung der dunklen Rücken- von der helleren Bauchfärbung. Insgesamt heben sich die Pferde in Ekain durch einen hohen Detailreichtum hervor.
Außerhalb des frankokantabrischen Kulturkreises sind Pferdedarstellungen aus der Höhle von Kapova im Ural rund 200 km südöstlich von Ufa erwähnenswert. Die Höhle selbst war schon lange bekannt, die Zeichnungen wurden aber erst 1959 beschrieben. Unter den 21 zoomorphen Figuren dominieren Mammute vor den Pferden. Zu den bekanntesten Pferdezeichnungen zählt das „Rjumin-Pferd“, benannt nach seinem Entdecker. Die rund 80 cm lange Zeichnung ist von rötlicher Farbe und zeigt eine breite Außenkontur. Der Nacken ist extrem dick und lässt eine kräftige Stehmähne vermuten. Andere Pferde weisen schwarze Umrisse auf. Genutzt wurde die Höhle vermutlich in einem Zeitraum von vor 20.000 bis 16.000 Jahren.

###### Plastiken und mobile Kleinkunst

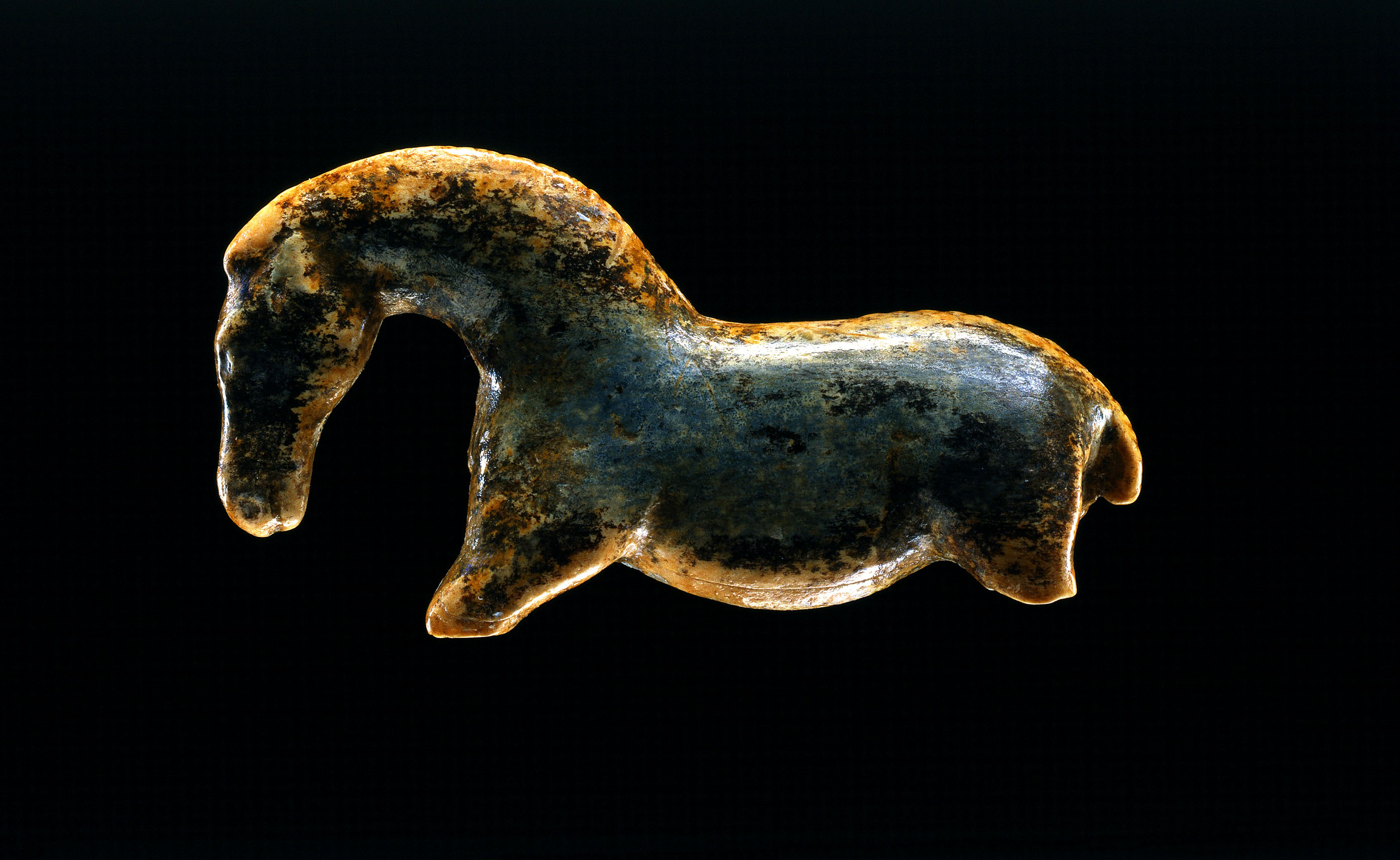
Eine rund 35.000 Jahre alte Wildpferdplastik aus Elfenbein aus der Vogelherdhöhle

Neben den Darstellungen in der Wandkunst sind Wildpferde auch in der mobilen Kleinkunst präsent. Hierbei lassen sich verschiedene Visualisierungsstile unterscheiden, die von Plastiken und Statuetten bis hin zu Ritzungen in unterschiedlichste Materialien wie Stein, Knochen und Ähnliches reichen. Übereinstimmend mit den Zeichnungen in den Höhlen zeigt die mobile Kleinkunst nahezu alle Pferde in seitlicher Position, auch hier werden mitunter die Tiere nicht vollständig wiedergegeben, sondern bleiben auf den Kopf beschränkt. Hauptsächlich bei den Ritzungen kommt es vor, dass die Abbildungen vielfach mit anderen Gravuren überprägt sind, so dass ein bestimmtes Element nicht auf den ersten Blick erkennbar ist. Bereits im Aurignacien entstand eine Wildpferdplastik, die in der Vogelherdhöhle im Lonetal der Schwäbischen Alb in Baden-Württemberg entdeckt wurde. Die nur 4,8 cm lange Figur aus Elfenbein mit deutlich geschwungenem Hals, teils als Imponiergehabe interpretiert, gehört zu einem ganzen Ensemble verschiedenster Tierfiguren wie Mammut, Höhlenlöwe und -bär sowie Wildrinder. Das Alter der Figur wird auf rund 35.000 Jahre datiert. Als nur etwas jünger können einzelne Elfenbeinplastiken aus Sungir im westlichen Russland eingestuft werden. Die Figuren sind aber deutlich abstrakter gehalten und lassen die spezifische Tierart häufig nur erahnen. Ein mögliches kleines Wildpferd, das vergleichbar der Darstellung aus der Vogelherdhöhle einen aufgewölbten Hals zeigt, ist mit zahlreichen Grübchen überzogen. Die mitunter auch als Sungir-Kostenki-Komplex bezeichnete Kulturgruppe ist eine osteuropäische Einheit, die möglicherweise an der Basis des Gravettien steht und vor allem Bekanntheit durch ihre mit unzähligen Perlen ausgestatteten Grablegungen erlangte. Das Gravettien selbst wartet nur mit wenigen Darstellungen von Wildpferden auf. Die regionale Gruppe des Pavlovien im südlichen Mitteleuropa erwies sich als Hort einer reichhaltigen figuralen Plastik, die als Besonderheit teilweise aus gebranntem Lehm hergestellt wurde und so als früheste Keramik betrachtet werden kann. Es dominieren aber Mammute und verschiedene Raubtiere, während andere Großtiere wie Nashörner und Wildpferde nur eine untergeordnete Rolle spielen. Der Hohle Fels wiederum in der Schwäbischen Alb barg in seinen Gravettien-Schichten ein Tierköpfchen, das eventuell als Wildpferd gedeutet werden könnte.

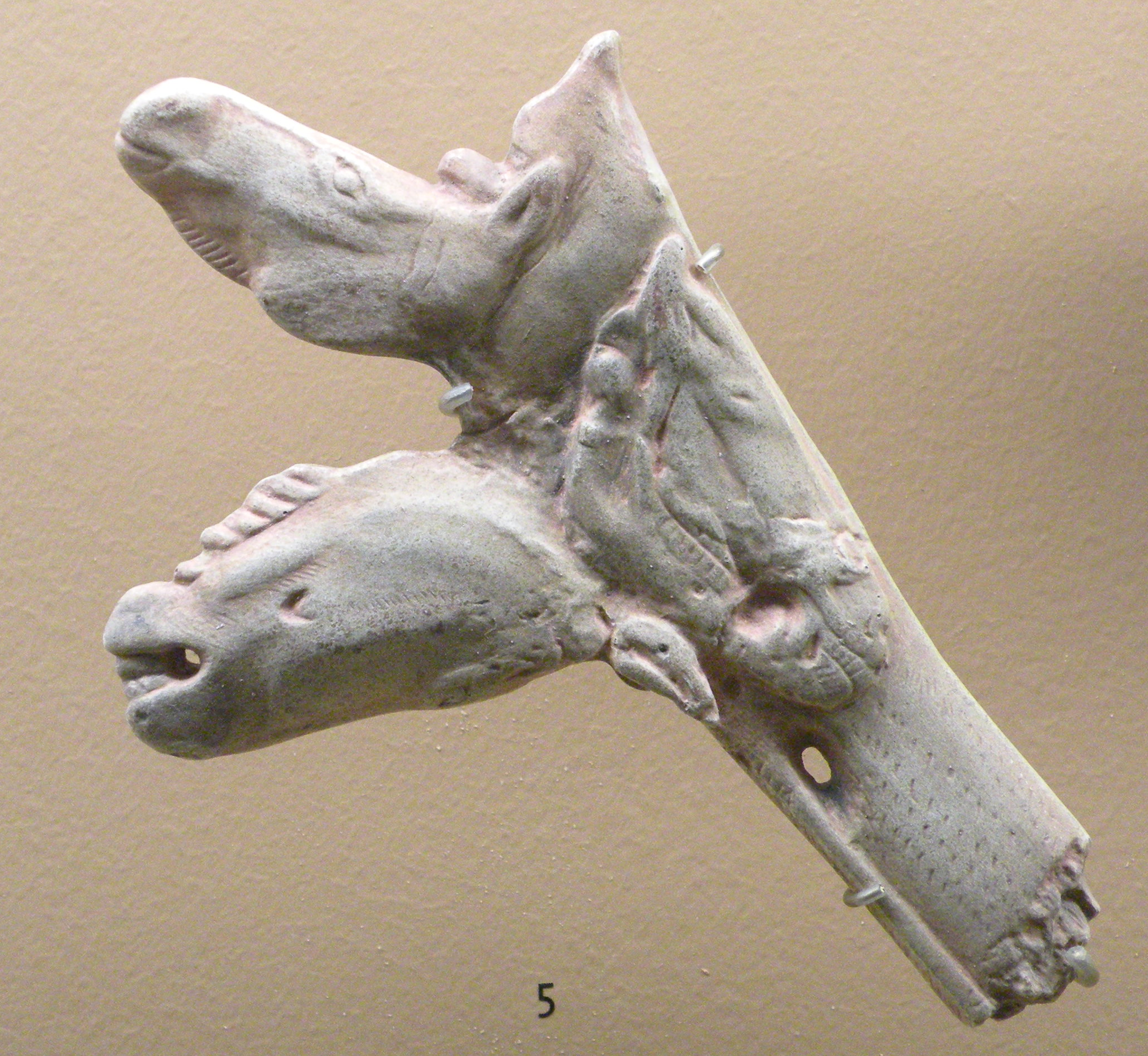
Speerschleuder mit Pferdeköpfen aus der Höhle von Mas d’Azil

Eine außerordentliche Reichhaltigkeit im künstlerischen Ausdruck erlangen Wildpferde im Magdalenien. Sie finden sich verstreut über ganz Europa. Plastische Darstellungen treten weitgehend in den Hintergrund, können aber mit einem Pferdeköpfchen und einer Speerschleuder mit mehreren herausgearbeiteten Pferdeköpfen aus der Höhle von Mas d’Azil im südlichen Frankreich belegt werden. Eine weitere Speerschleuder, das als stilisierter Pferdekopf gestaltet ist, kam im Keßlerloch in der Schweiz zum Vorschein. Dominant sind im Magdalenien vor allem Ritzungen und Gravuren. Häufig wurden diese auf einzelnen Knochen oder Geweih- beziehungsweise Elfenbeinfragmenten angebracht, ohne dass diesen eine bestimmte Funktion zugewiesen werden kann. So zeigt beispielsweise eine 33 cm lange Rippe aus der Pekárna-Höhle im Mährischen Karst vier hintereinander angeordnete Pferde in grasender Position, während einzelne „dolchartige“ Objekte aus jeweils einem Pferdeunterkiefer wiederum mit den Köpfen von Wildpferden versehen sind. Der Petersfels in Baden-Württemberg erbrachte einen Geweihspan und ein Rippenfragment mit jeweils einem Pferdekopf. Andere Objekte dagegen wurden einer aufwendigeren Bearbeitung unterzogen. Hierzu gehört unter anderem ein längs durchbohrtes Rengeweihstück von 24 cm Länge aus der Kniegrotte im Orlatal in Thüringen, auf dem sich der stark behaarte Kopf eines Wildpferdes findet. Diese Stücke gehen über in funktionale Artefakte oder Werkzeuge. Dies ergab sich ebenfalls an der Kniegrotte, von wo zusätzlich ein Meißel aus Geweih mit Wildpferdgravur stammt. Von der Teufelsbrücke bei Saalfeld, ebenfalls Thüringen, wurde eine Speerschleuder mit Pferdegravur berichtet. Das Keßlerloch und auch das Schweizersbild, wiederum in der Schweiz, erbrachten des Weiteren mehrere Lochstäbe mit Pferdedarstellungen. Als recht reichhaltig in dieser Hinsicht erwies sich neben der für das Magdalénien namensgebenden Fundstelle La Madeleine im Vézèretal die Lokalität Fontalès im südwestlichen Frankreich, wo unter anderem mehrere baguettes demi-rondes, zusammengesetzte Geschossspitzen aus organischem Material, mit Pferdeköpfen graviert sind. Hinzu kommen einzelne Knochenahlen oder -spitzen, etwa aus Le Morin, ebenfalls südwestliches Frankreich, die gleichartig verziert wurden.

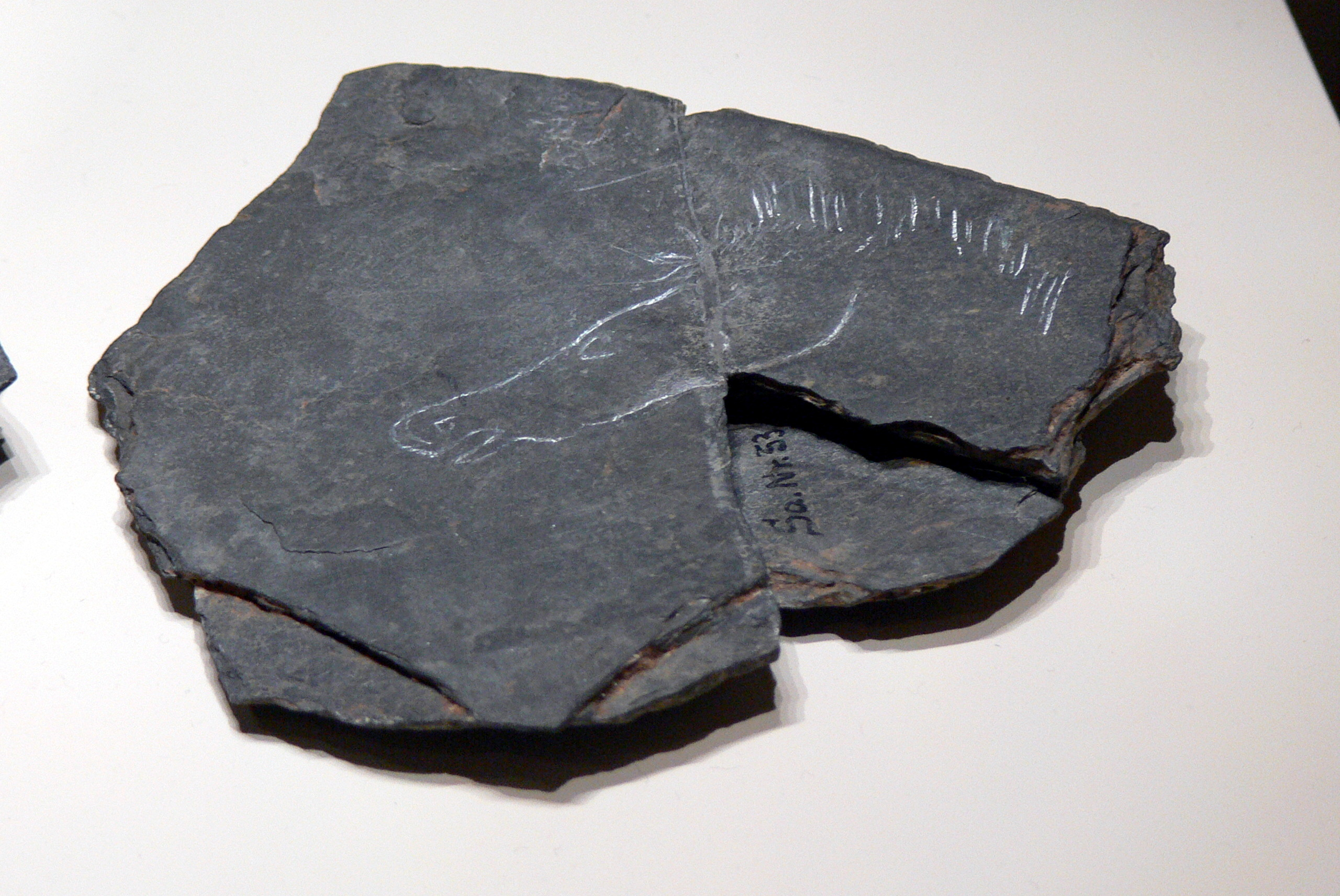
Eine rund 15.000 Jahre alte Gravur eines Pferdekopfes auf einer Schieferplatte aus Saaleck

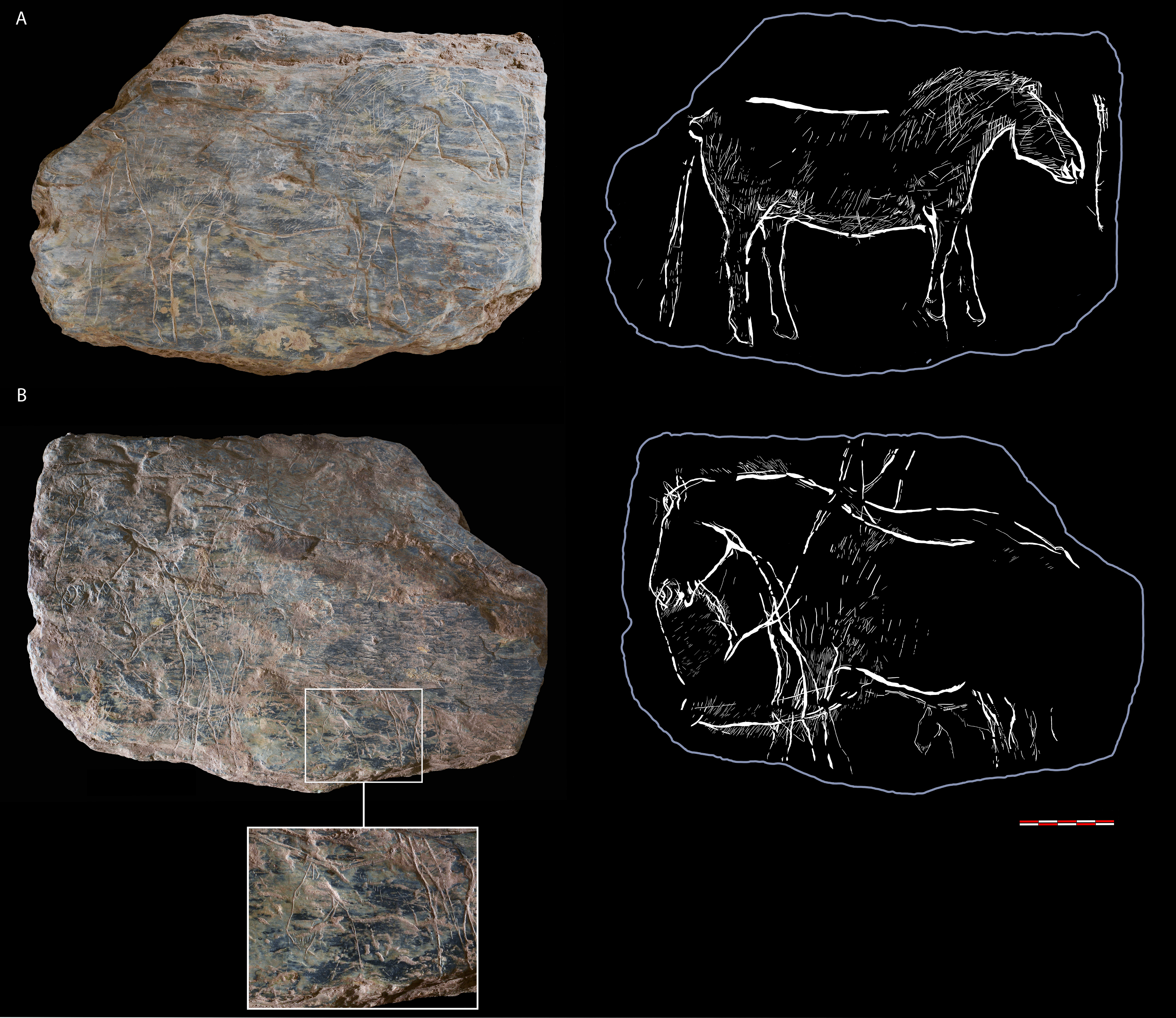
Rund 14.500 Jahre alte Gravuren von Wildpferden aus Le rocher de l’Impératrice

Von großer Bedeutung ist die Siedlungsstation von Gönnersdorf im Neuwieder Becken. Nicht nur dass Wildpferde eine der bevorzugten Jagdbeute der damaligen Menschen des Fundplatzes vor rund 15.000 Jahren waren, standen hier offensichtlich mehrere jurtenartige Behausungen samt Kochgruben, darüber hinaus wurde ein reichhaltiges Steinartefaktinventar gefunden. Hinzu kommen mehr als 450 Schieferplatten unterschiedlichster Funktion, die aber mit zahlreichen Ritzungen überzogen sind. Die Gravuren umfassen neben unzähligen Zeichen und Symbolen auch anthropomorphe und zoomorphe Darstellungen. Unter den mehr als 270 identifizierten Tierdarstellungen der gravierten Schieferplatten dominiert das Wildpferd allein mit fast 80 Abbildungen. Diese zeigen sich mitunter sehr detailreich, in dem etwa die Stehmähne, die Augen, Ohren oder Nüstern hervorgehoben sind. Vergleichbar umfangreiche Darstellungen sind bisher kaum gefunden worden. Vereinzelt liegen geritzte Schieferplatten von anderen Siedlungsplätzen vor. Erwähnt seien hier die benachbarte Station von Andernach, aber auch Oelknitz im Saaletal in Thüringen oder Saaleck, ebenfalls im Saaletal in Sachsen-Anhalt. In Fontalès in Frankreich dagegen dienten Kalksteinplatten als Darstellungsuntergrund.
Im Azilien geht die symbolische Darstellung von Tieren allgemein stark zurück. Einer der wenigen Belege für Pferdedarstellungen findet sich in Le rocher de l’Impératrice in der Bretagne. Hier wurden auf einem Schieferstück vier Pferde abgebildet, wobei drei eine Seitenfläche einnehmen, das vierte die Rückfläche. Die Komposition aus drei Individuen zeigt zwei vollständige Exemplare in spiegelbildlicher Position, während ein kleiner Kopf eines dritten Individuums zwischen den Beinen eines der beiden größeren abgebildet ist. Alle vier Tiere zeigen einen auffällig naturalistischen Stil. Weitere Funde wurden aus Limeuil im südwestlichen Frankreich dokumentiert. Als Neuerung sind die Tiere hier teils in Bewegung oder in einer Herde dargestellt.

##### Mesolithische Kunst
In Eurasien überlebten einige Wildpferde den Kollaps der Megafauna zum Ende des Pleistozäns, allein im westlichen Teil sind aus dem Unteren und Mittleren Holozän über 200 Fundstellen mit Resten der Tiere belegt. Die Kunst des Mesolithikums nimmt im Vergleich zur jungpaläolithischen rapide an Häufigkeit ab. Sie zeigt sich dafür stärker abstrahiert, wird individualisierter und szenischer. Es kommen Darstellungen aus dem täglichen Leben wie Jagd oder Sammeln vor, etwa von Honig, daneben können auch kriegerische Ereignisse und rituelle Handlungen ausgemacht werden. Ein herausragendes Beispiel für mesolithische Felskunst findet sich mit den Malereien in der spanischen Levante. Wildpferde sind hier aber ein seltenes Motiv, da sie nur rund 1 % der porträtierten Tiere ausmachen. Sie rücken dadurch gegenüber den häufig wiedergegebenen Hirschen und Wildziegen sowie Wildschweinen und Auerochsen in den Hintergrund.

#### Wildpferddarstellungen außerhalb Eurasiens

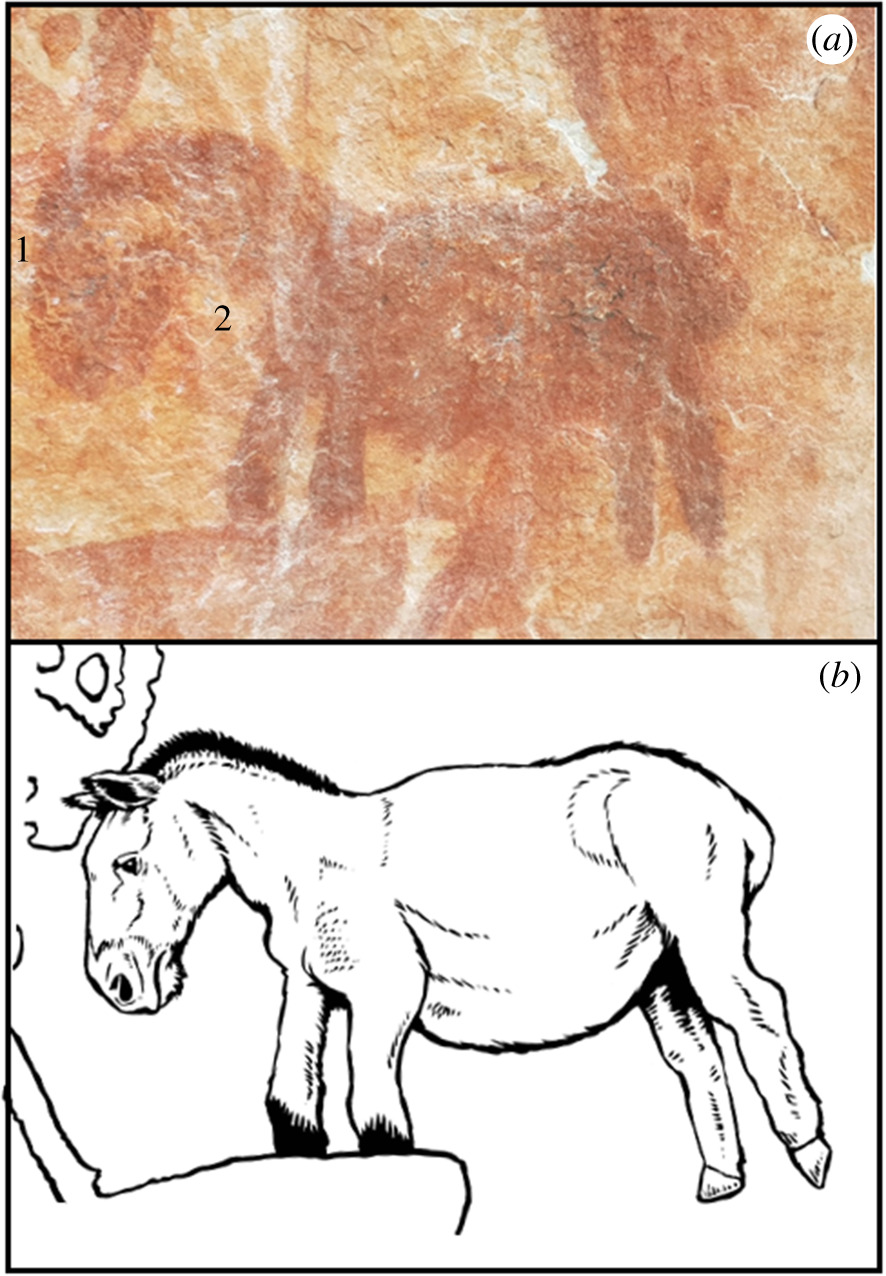
Wildpferddarstellung aus Serranía La Lindosa, möglicherweise Equus oder Hippidion

Abseits der jungpaläolithischen und mesolithischen Kunst Eurasiens gibt es nur wenige Darstellungen von Wildpferden. Die Kunst der frühen Paläo-Indianer in Nord- und Südamerika im ausgehenden Pleistozän ist, sofern vorhanden, wenig figurativ und beschränkt sich zumeist auf Symbole. Eine der wenigen Ausnahmen hiervon stellen die Felsbilder von Serranía La Lindosa im zentralen Kolumbien dar, deren Alter auf rund 12.600 bis 11.800 Jahre vor heute datiert wird. Die in Rot gehaltenen Bilder zeigen neben vermutlichen Faultieren und südamerikanischen Huftieren sowie Kamelen auch einige großköpfige Pferde. Unklar ist hierbei, ob es sich um einen Vertreter der Gattung Equus handelt, da gleichzeitig in Südamerika auch Hippidion auftrat.

## Verwilderte Hauspferde und ursprüngliche Hauspferdrassen

### Verwilderte Pferde
Oft werden verwilderte Pferde, die von Hauspferden abstammen, umgangssprachlich als „Wildpferde“ bezeichnet. Solche verwilderten Pferde sind jedoch keine echten Wildpferde. Das gilt für die folgenden Pferderassen:
- Brumby: Nachfahren der Pferde von Sträflingen, die im 18. Jahrhundert nach Australien kamen. Die entlaufenen Pferde vermehrten sich schnell und wurden durch Abschuss bis in die 2000er Jahre in ihrer Zahl begrenzt.[71] 2018 wird ihre Absiedlung – statt Abschuss von bis zu 90 % – erwogen, um gefährdete Feuchtgebiete zu schützen.[72]
- Mustang: Nordamerikanisches Pferd, das im 16. Jahrhundert durch verwilderte Hauspferde der Rassen Araber und Berber entstand, die den spanischen und anderen europäischen Eroberern entlaufen waren.Mustangs

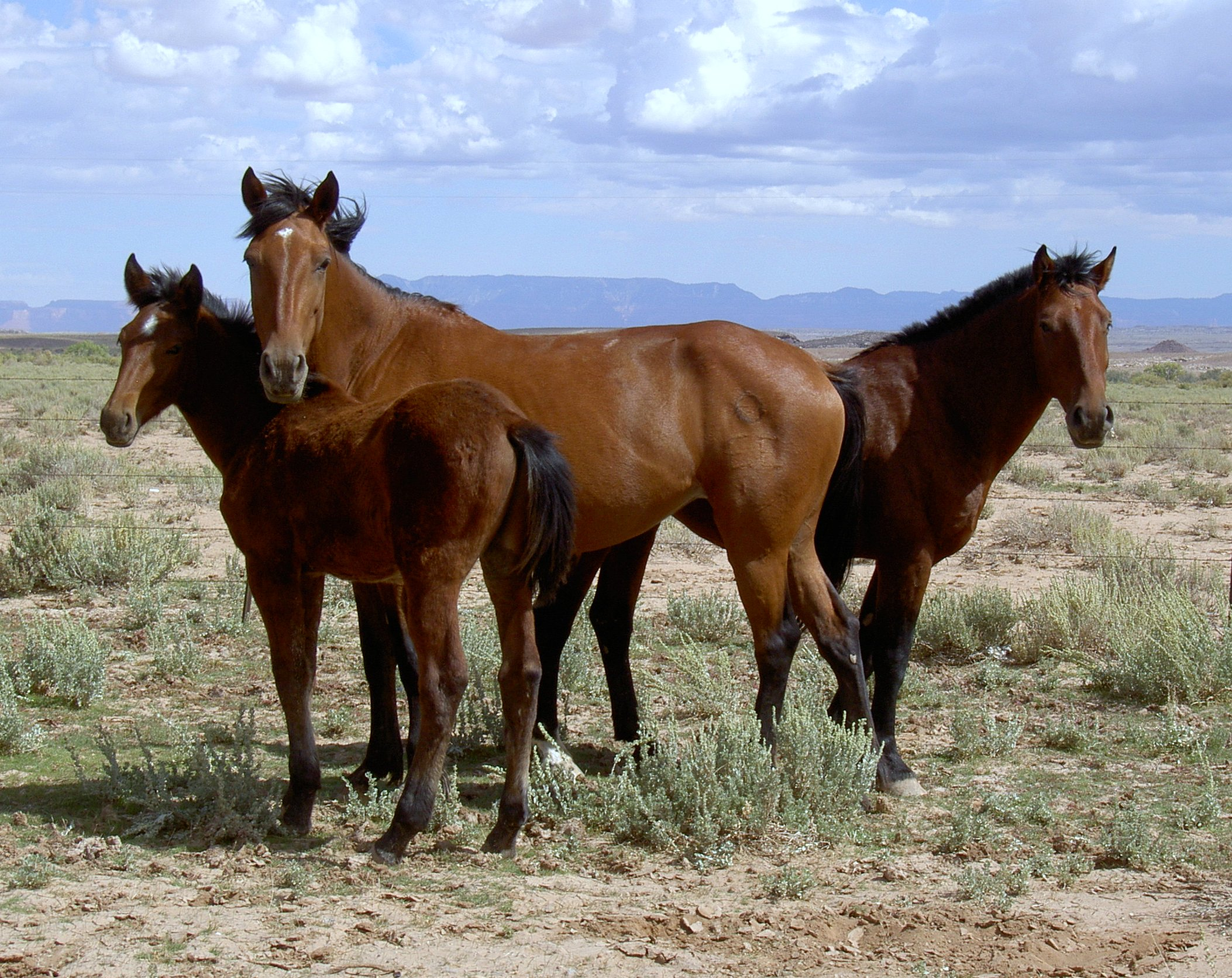
Mustangs

- Sable-Island-Ponys: Eine Population von 250–300 Tieren auf der kleinen Düneninsel Sable Island vor der kanadischen Küste im Atlantik. Sie geht auf eine Verwilderung von Hauspferden im Jahre 1738 zurück.
- Namibisches Wildpferd: Warmblüter, wahrscheinlich Trakehner, die Anfang des 20. Jahrhunderts in die Kolonie Deutsch-Südwestafrika, das heutige Namibia, gebracht wurden. Im Ersten Weltkrieg wurden die Deutschen vertrieben und die Pferde entliefen in die Wüste. Dort wanderten sie zu einer Wasserstelle, wo ihre Nachkommen in den 1980er Jahren gefunden wurden. Die Population ist heute (Stand Mai 2018) nach Jahren der Dürre nur noch etwa 80 Tiere groß.
- Wildpferde auf Kefalonia: Mit dem Erdbeben auf Kefalonia und Zakynthos 1953 flüchteten viele Hauspferde in die Berge, aus denen sich eine Population bildete, die seither im Naturschutzgebiet am Berg Aenos heimisch ist.

### Ursprüngliche Pferderassen
Von einigen Hauspferderassen wird immer wieder behauptet, es handle sich um reinrassige Nachkommen der Tarpane bzw. Wildpferde. Dazu gehören Koniks, Exmoor-Ponys und Dülmener Pferde. Genetische Studien sprechen jedoch keiner dieser Rassen eine Sonderstellung unter Hauspferden zu, allerdings wurden bislang auch keine Hauspferde mit dem Tarpan direkt genetisch verglichen. Die in vielen Tierparks fälschlich als Tarpan bezeichneten Pferde sind zumeist Abbildzüchtungen, bei denen die Züchter die nach ihren Vorstellungen typischen Wildpferdemerkmale „rückgezüchtet“ haben. Die ersten Versuche dieser Art unternahmen die Brüder Heinz und Lutz Heck in den 1930er und 1940er Jahren. Das daraus entstandene Heckpferd wurde in der Folgezeit häufig für weitere „Tarpan-Rückzüchtungen“ verwendet.
Folgenden Pferderassen werden Eigenschaften zugeschrieben, die sie als geeignet für ein Leben unter wilden Bedingungen in Europa erscheinen lassen. Zu diesen Eigenschaften zählen Robustheit, Ähnlichkeit zum Wildpferd, eine Anpassung an die lokalen Gegebenheiten der jeweiligen Region sowie dass die Tiere bereits möglichst lange unter natürlichen Bedingungen gelebt haben. Eine einheitliche Fellfarbe kann dazu beitragen, dass die Tiere auch in der allgemeinen Öffentlichkeit als Wildpferde betrachtet werden:
- Nord-Iberischer Typ

- Asturcon-Pony: wildlebend in den nördlichen Gebirgen Spaniens 

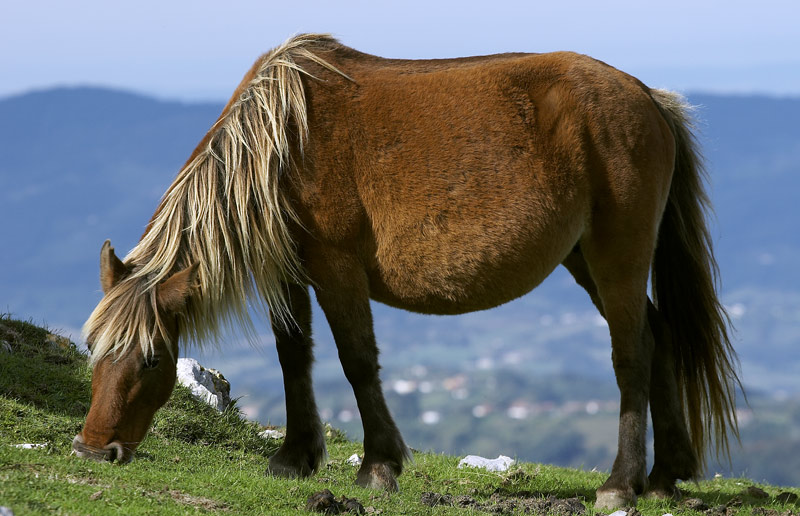
Asturcon-Pony

- Galicisches Pony: Mehrere wilde Herden leben im Nordwesten Spaniens
- Losiño: verwilderte Herden in Nordspanien
- Garrano: wildlebende Population im Nationalpark Peneda-Gerês in Nordportugal
- Pottoka: verwildert im Baskenland Nordspaniens

- Bosniak: völlig freilebende Herden um Livno und Kupres in Bosnien und Herzegowina
- Camargue-Pferd: Seit unbekannter Zeit freilebend im Rhone-Delta
- Dartmoor-Pony: wild lebende Herden im Dartmoor-Nationalpark; entspricht ursprünglich dem Exmoor-Pferd, doch durch Einkreuzung von Shetlandponys und anderen Rassen nicht einheitlich in Erscheinungsbild

- Konik-Typ

- Konik: robuste polnische Ponyrasse, in einigen Reservaten ausgewildert, große Populationen etwa in Oostvaardersplassen 

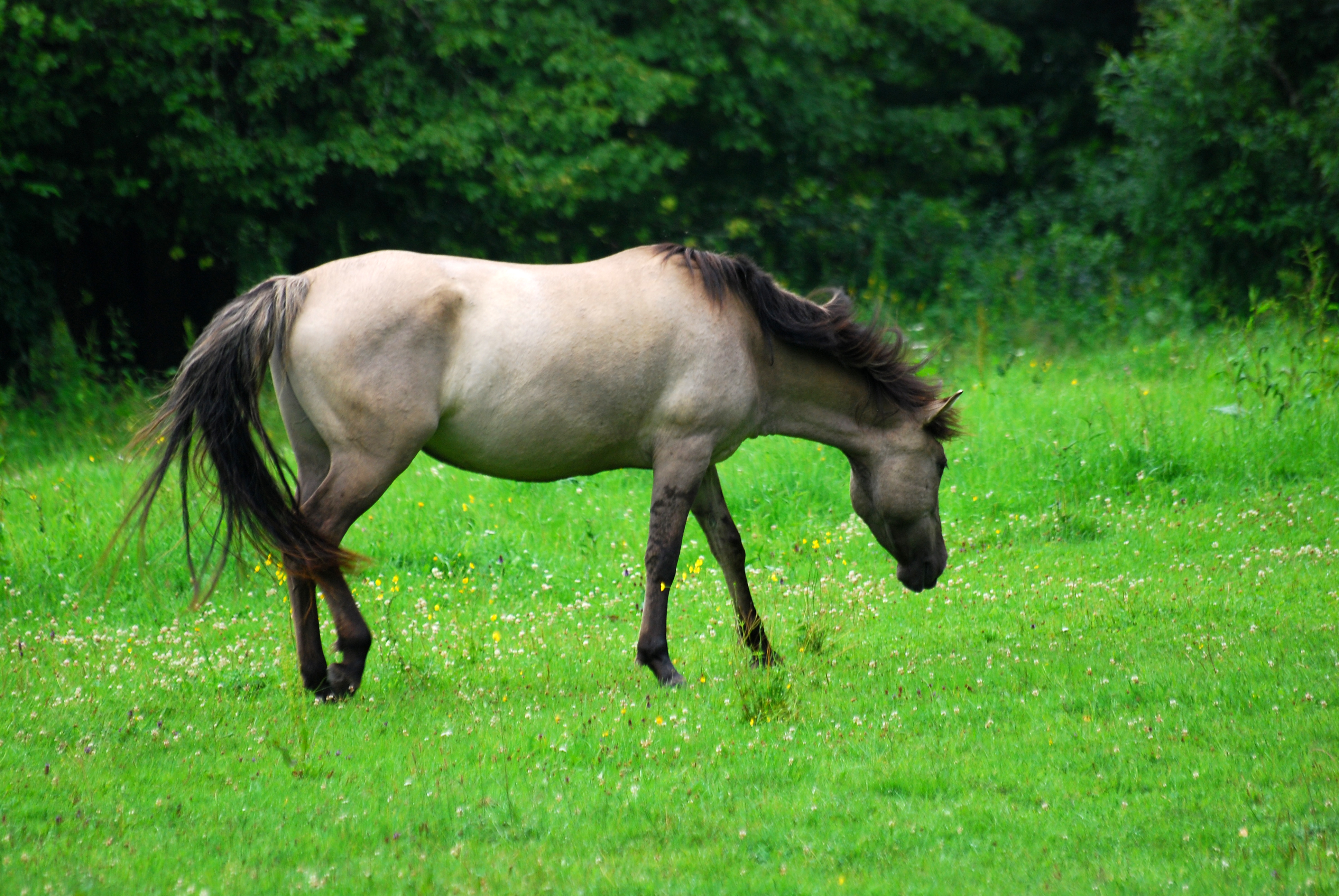
Konik

- Dülmener Pferd: kleine, im eingefriedeten Naturschutzgebiet Wildpferdebahn lebende Population in Nordrhein-Westfalen, die auf das Mittelalter zurückgeht. Durch Einkreuzung von Konik-Hengsten entsprechen die Tiere äußerlich weitgehend dem Konik

- Serbischer Bergpferd-Typ:

- Serbisches Bergpferd: eine Gruppe lebt völlig wild im Stara Planina-Naturpark
- Karakatschan-Pferd: primitive Rasse aus den Bergen Bulgariens; entspricht dem Typ des serbischen Bergpferds; wilde Populationen

- Exmoor-Pony: braun bis schwarzbraun gefärbtes Pferd mit ausgeprägtem Mehlmaul, das seit dem 11. Jahrhundert belegt ist; robuster Körperbau, sehr winterhart, kommt im Exmoor-Nationalpark und anderen Schutzgebieten Westeuropas wildlebend vor
- Giara-Pferd: verwildert auf Sardinien
- Huzule: Ponyrasse Osteuropas, einige wilde Populationen in Ungarn und in der Ukraine
- Islandpferd: robuste Pferderasse Islands Islandpferd

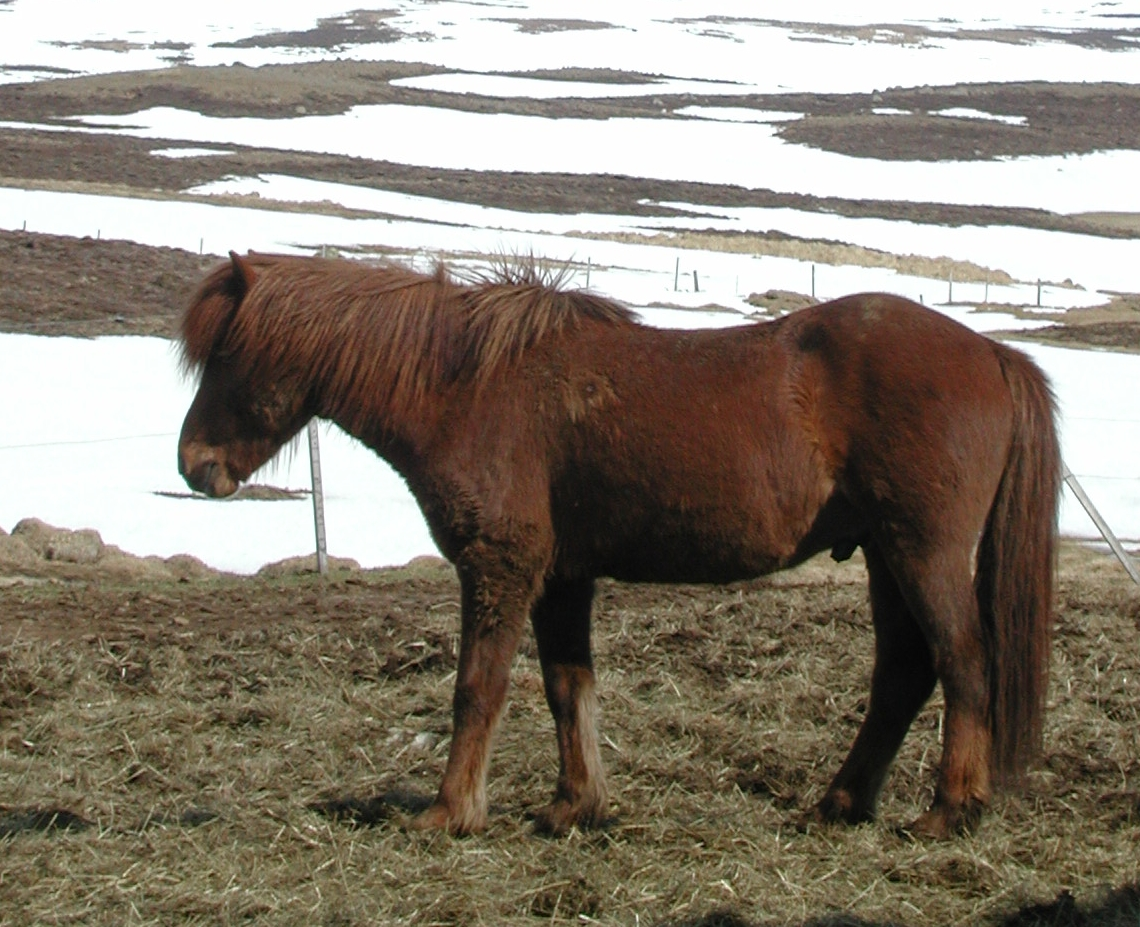
Islandpferd

- Donau-Delta-Pferd: wilde Population im Donau-Delta seit einigen Jahrhunderten
- Monterufoli-Pony: lebt verwildert in einem Naturschutzgebiet bei Pisa
- New-Forest-Pony: halbwilde Herde im New Forest
- Pentro-Pferd: primitiver Pferdetyp der Sumpfgebiete Süditaliens
- Retuerta: völlig wild lebend im Coto de Doñana-Nationalpark in Andalusien
- Sanfratellano: verwildert lebend im Nebrodi-Naturpark in Sizilien, Verwandtschaft zum Camargue-Pferd vorhanden
- Sorraia: mit dem Lusitano und Mustangs verwandtes Pferd Portugals
- Welsh-Pony: verwilderte Herden in Wales